# 民主和平论
民主和平論（英語：Democratic Peace Theory），簡稱民主和平，是一種國際關係、政治學、和哲學的理論。該理論認為，所有實行民主制度的國家（更正確的說，所有自由民主制國家）不會或極少與另一個民主國家發生戰爭。不過實際上，該理論並不意味著，民主國家就不會發動戰爭；也不保證，民主國家會比其他體制（比如，專制）的國家來的不好戰。在這個理論的原始版本被提出後，許多更深入的相關研究也進一步發現，民主國家之間也較少發生衝突，同時規模性的暴力行為也較少出現；相反的，政治外交的衝突會增加。

## 歷史

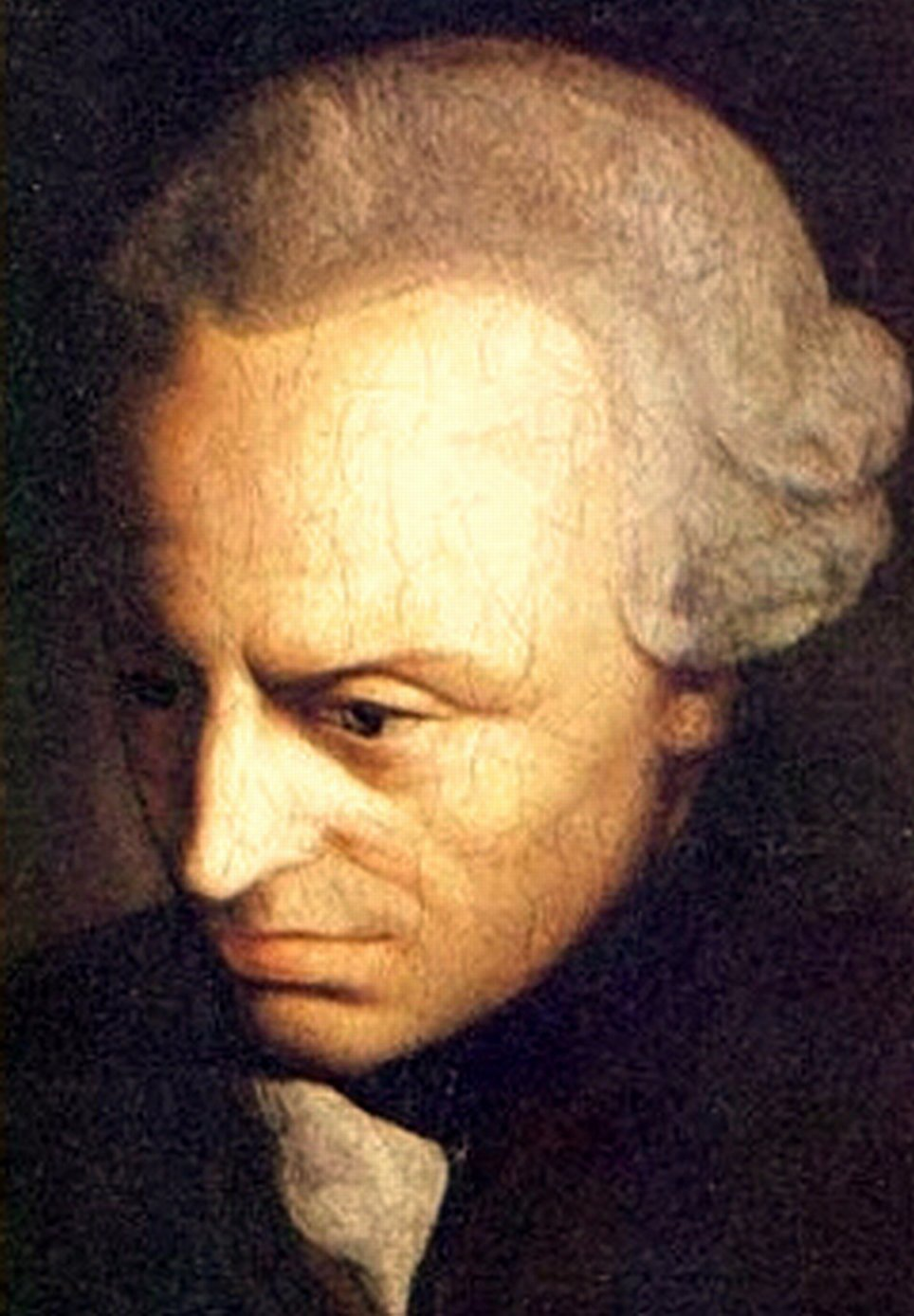
伊曼努尔·康德

民主和平論是相對發展較晚的一個理論。原因之一在於民主國家在19世紀末期之前仍相當少見。雖然伊曼努尔·康德很早便提出這種理論，但一直要到1960年代這個理論才開始受到學術界重視。
康德在1795年寫下的論文《論永久和平》中提出了民主和平論的概念，雖然當時他僅是將立憲共和國作為永久和平的必要條件之一。康德主張，除非是出於防衛，大多數人永遠不會在投票中支持發起戰爭。因此，如果所有的國家都是共和國，基於先行的侵犯永遠不會產生，戰爭便永遠不會出現了。康德之後，潘恩、托克維爾等人也提出類似的主張。
美國的社會學家和犯罪學家巴布斯特是有系統的研究這個主題的第一人。1964年，巴布斯特於《威斯康辛社會學人》(Wisconsin Sociologist )出版一篇學術論文以提倡這個理論；1972年，他又在《工業研究》(Industrial Research )期刊發行了一個更簡易而面向大眾的版本。但兩篇文章最初都沒受到太大重視。
在1976年，兩名學者Melvin Small和J. David Singer終於對此做出回應，他們發現除了兩個的邊緣例子外，民主國家之間缺乏戰爭，但否認這個趨勢有任何統計顯著性。他們的反駁發行在一篇政治學期刊後，民主和平論才開始受到更大重視，Michael Doyle便在1983年對這個理論做出冗長的討論。魯道夫·拉梅爾是在早期研究並重視這個主題的主要學者之一，後來他對這個理論寫下了大量著作。
Maoz和Abdolali（1989）則將較少的戰爭進一步擴展至較少的衝突。Bremer（1992）、Maoz和Russett（1992）都發現到，在控制了數個可能的研究變數後，民主與和平之間的巧合關係相當的明顯。他們的研究將民主和平論帶入主流學術界的重視。現實主義者和其他人則對此提出許多新的反駁。其他的學者則試著有系統的研究為何民主會產生和平，以及為何民主能夠影響到外交關係等的其他層面。
自從這些開創性的研究以來，對民主和平論的深入研究已經為數眾多了。絕大多數研究都指出某些形式的民主和平論的確存在，雖然他們的方法論不一定相同，而且許多據稱例外的戰爭也仍存在爭議。

## 影響

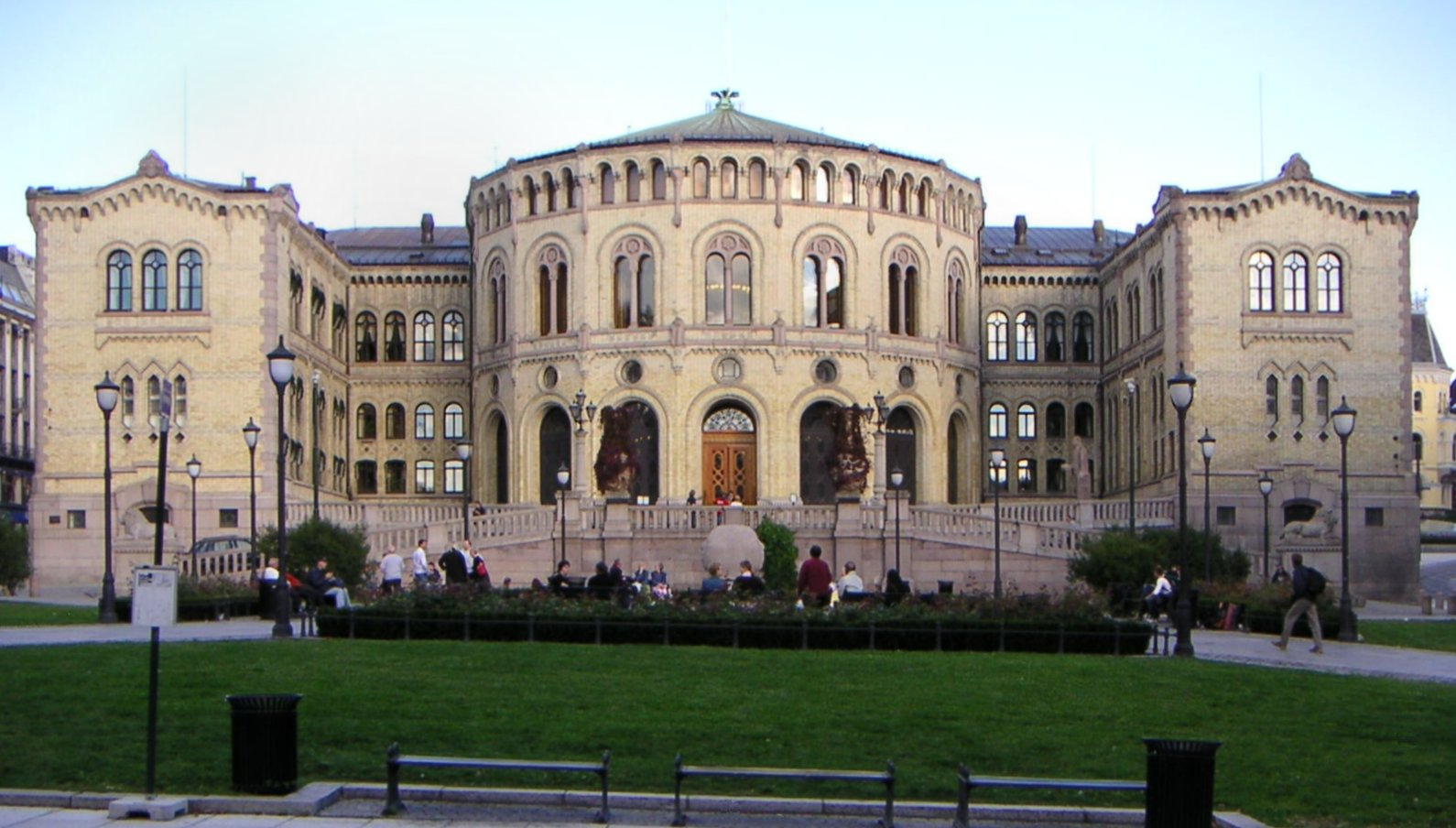
挪威的國會，挪威在1913年成為第一個實行普遍選舉權的國家

民主和平論在政治學學界引起了極大的爭議。因為民主和平論根基於理想主義和古典自由主義的傳統，與之前支配學界的現實主義完全相反。不過，民主和平論逐漸被廣泛接受，甚至影響了一些民主國家的政策制定。
舉例而言，美國的兩大政黨都表示支持民主和平論，民主党的第42届總統比尔·克林顿說：「保持我們國家安全並維持長久和平的最好方法便是支持其他地區的民主發展。民主國家之間不會互相爭戰。」而共和黨的第43届美國總統喬治·沃克·布殊也說：「我這麼強烈支持民主的原因，正是因為民主國家之間不會互相交戰。這是因為絕大多數社會的人民都厭惡戰爭，因為他們了解戰爭是毫無意義的......我對民主能促進和平有著極大信心。這也是為什麼我如此強烈相信中東的前進之路，是促進民主。」已被美国国会通過的《促進民主法案》（Advance Democracy Act）指出：「民主國家之間的戰爭是非常少見的，而非民主國家之間的戰爭則相當的常見，已經有將近170,000,000人因為極權政府的政策而失去了生命。」
曾經擔任歐盟執行委員會專員的彭定康說：「由於歐盟成立的原因之一便是為了保護自由的價值，所以我們表達這種立場是一點也不會令人吃驚的。同時這也是出自合理的戰略原因。自由的社會通常不會互相爭戰、也不會選擇做一個壞鄰居。」歐盟一份名為「一個安全的歐洲在一個更好的世界裡」的戰略安全報告也指出：「對我們的安全最好的保障便是一個皆由制度良好的民主國家治理的世界。」
一些人則擔心民主和平論可能會被用作向非民主國家宣戰的依據。伍德罗·威尔逊在1917年要求國會批准向德國宣戰，除了因為德國在無限制潛艇戰中擊沉美國郵輪和煽動墨西哥攻擊美國，他並稱：「除非出於民主國家之間的友善關係，穩定和睦的和平時期是永遠不可能實現的」以及「必須確保民主在這個世界的安全」。一些人認為民主和平論被用於正當化2003年入侵伊拉克戰爭，其他人則指出直到戰爭開始後這才被用作開戰理由之一。除此之外，Weede（2004）主張這種理由相當脆弱，因為強迫民主化伊拉克：一個週遭幾乎全是非民主國家的獨裁國家，反而可能增加戰爭的風險（一些研究指出一個民主和一個獨裁國家之間是最可能發生戰爭的組合，一些人則發現那些被非民主國家包圍的民主國家的戰爭風險相當之大），Weede並主張若美國和其盟國真的是根基於民主和平論之上而想民主化獨裁國家（而他反對這種做法），那最好的做法應該是從那些邊界有至少一兩個穩定的民主國家的獨裁國家打起，並且逐漸擴大。另一方面，研究顯示試圖用外部力量推廣民主通常會遭遇失敗。Gleditsch、Christiansen和Hegre（2004）則認為藉由干預強迫民主化可能可以在最初獲得一些成果，但通常會製造出不穩定的民主化國家，長遠來看可能會有危險的後果。而那些達成了長久而穩定的民主的例子—例如二戰結束後被美軍佔據的日本，通常都已經有一定程度的經濟和社會架構，並對整個政治文化上做出激烈的改變。使用外交手段支持他國內部民主運動可能會是更容易成功且成本更低的方式。綜上述，民主和平論和其相關的研究，是可以用以支持反民主聖戰。

## 定義
要研究民主和平論，必然需要先定義「民主」與「和平」，或者更常見的——「戰爭」。但這卻缺乏普遍的標準，即使現代民主的先驅國，如英國或法國或者美國等，在二戰時沒有滿足現代人的民主條件，若果按像自由之家的定義，世界在1950年前全世界都沒有民主國家，而現在它所定義的又把自由和民主混淆，

### 民主

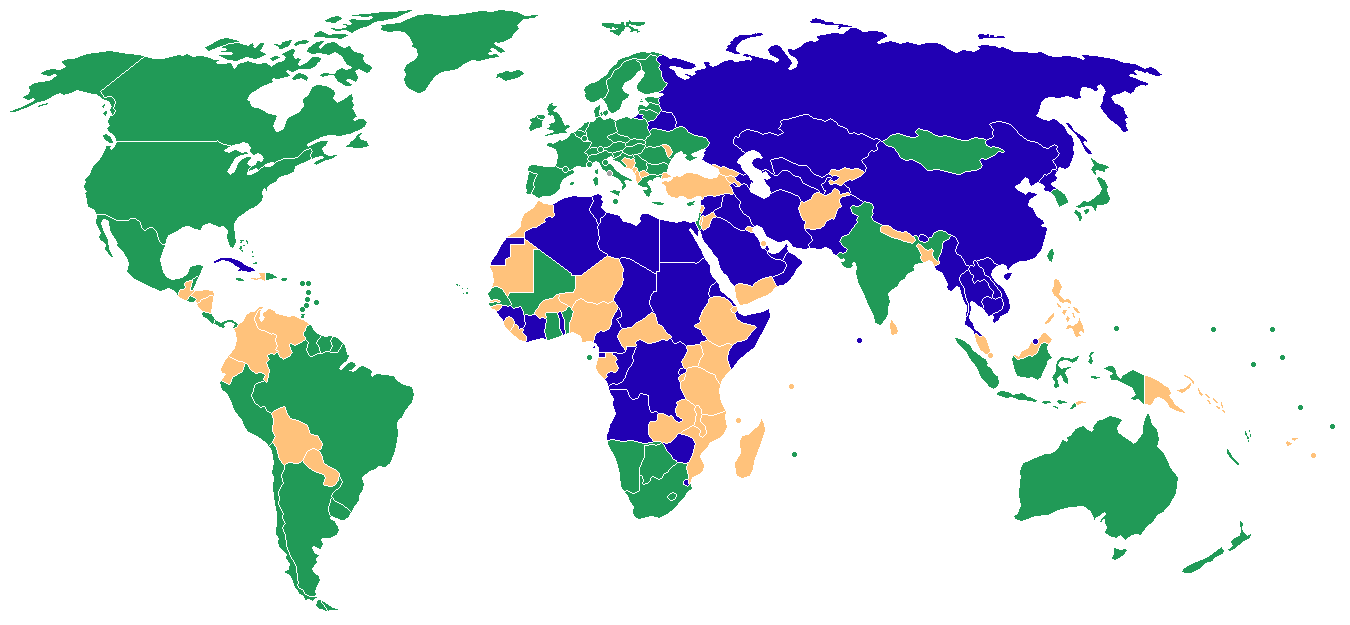
地圖顯示了自由之家組織2007年的報告內，有關每個國家自由程度的分類。
自由
部分自由
不自由

不同的理論家和研究者對於民主也有許多不同的定義；這也影響了他們在研究結果上的不同。一些例子包括了：
康德（1795）反對直接民主制，他認為：「那必然是暴政，因為「全體」可以打壓那些意見相反的人，因此這個全體的意見未必全然是全體的意見，這與自由是相反和對立的。」康德傾向於一個保護個人自由免受多數侵害的共和立憲制。
Small和Singer（1976）將民主定義為一個有以下特色的國家：（1）有定期的選舉，反對黨和執政黨都有參與選舉的自由，（2）允許至少10%的成年人口投票，（3）有一個能夠控制政府執政部門、或是享有與執政部門同樣權力的議會。
Doyle（1983）則要求（1）那個「自由的政體」必須是市場或有私人財產的經濟體制，（2）他們的政體擁有對外主權，（3）他們的公民享有司法權利，（4）他們擁有代議制的政府。並且至少要有30%的成年男性能夠投票、或是所有人在累積一定的財產後都能取得投票權。與其他研究者相較，Doyle允許世襲的君王擁有更大的權力，舉例而言，他將法國的路易·菲利浦也視為是自由的政權之一。
Ray（1995）要求至少要有50%的成年人口被允許投票，而且至少要有一次和平的、符合憲法的政權轉移出現過，亦即透過選舉的方式將執政權力從一個政黨手中轉移給另一個獨立政黨。
拉梅爾（1997）則指出：「這裡的民主指的是自由民主制，亦即那些執政者是由有競爭的選舉以及秘密投票、和廣泛的投票權（粗略的定義是包括至少三分之二的成年男性）所選出；同時還要有言論自由、宗教自由、和結社自由；以及一個憲法架構下政府服從的法律體制，並保障人民平等的權利。」

### 非二元分類
以上皆為民主與非民主的二元分類。許多研究者則試著使用較精細的區分。例如政體資料研究計畫用兩個尺度衡量每個國家，一個是民主程度、一個是獨裁程度，衡量自1800年以來每一年的數據。和一些其他的研究計畫。對政體資料研究計畫資料的使用各自不同，一些研究者從中研究民主尺度與好戰間的關係。一些則把它當成二元分類來用（如它的製造者），將所有高民主程度和低獨裁程度的國家稱為民主國家。也有人用兩者間的差來判斷。

### 未成熟的民主
一些研究者則觀察到歷史上許多可能與民主和平論不符的例外情形都是牽涉到尚未發展成熟的民主國家，很多研究者為此又新增了一項資格限制，通常是必須在達成民主制度後和平超過三年。拉梅爾（1997）主張這三年的門檻期間是為了「讓民主程序被接受、並讓民主文化生根。」除此之外，這段期間也能讓其他國家承認這個國家的民主制度。
Mansfield和Snyder（2004、2005）認為成熟的自由民主制國家之間的確不會發生戰爭，但他們主張那些正在進行民主轉型的國家最容易捲入戰爭。他們發現正在民主化的國家比穩定的民主國家、獨裁國家、甚至是正在獨裁化的國家都要更為好戰。因此，他們主張在將這些戰爭從分析中淘汰時必須留意，因為那可能會隱藏了民主化過程的負面觀點。但另一個更早的統計結果分析則指出，民主化與戰爭間的關聯的主要原因在於正在民主化國家的執政部門無法取得足夠權力、獨立、和制度的健全度。另一篇評論則指出其他許多研究的結果，顯示正在民主化的國家的戰爭風險的提高只有當其週遭有很多非民主國家時才發生。即使將未成熟的民主國家包括在分析結果裡，許多研究仍然發現足夠證據證明所有的民主國家—無論成熟與否，與另一個民主國家開戰的可能性很小甚至是不可能。

### 戰爭和衝突
在國際戰爭上的研究，通常將「戰爭」定義為一場超越一千人於戰役中死亡的軍事衝突。這個定義也被用於密歇根大学的戰爭相關研究計畫（页面存档备份，存于），並被使用於許多有關戰爭的研究。依據這個一千人死亡的門檻，大多數歷史上的軍事衝突都能被明顯的區分為正式戰爭和小型衝突。
一些研究者則使用不同的定義。舉例而言，Weart（1989）定義戰爭為超越兩百人戰死的衝突。Russett（1993, p. 50）則在研究古希臘時，僅只要求有實際交戰、以及兩方軍隊都是經過國家授權的戰役。
依據戰爭研究計畫的分類，「軍事化的國際爭議」（MID）指的是比戰爭更為輕微的衝突，這樣的衝突可能只不過是兩國向邊界調動軍隊示威、而實際上沒有戰爭死亡。MID以及戰爭加起來便是「軍事化的國際衝突」（MIC）。MID也包括了一場戰爭的前奏，因此MID與MIC之間的差異可能沒有看起來那麼大。
統計分析的需要和自由度的考量是研究者們改採MID以取代真實戰爭作為研究依據的主要原因。戰爭是相對而言較為少見的，大約30場MID才會有一場真實的戰爭，因此這種採樣提供了在研究上更豐富的資料來源。

### 單方面和平與雙方面和平
大多數研究針對的都是雙方面和平—亦即民主國家之間不會互相爭戰。但也有少數研究將範疇擴大至單方面的和平，主張民主國家整體上也較為愛好和平，無論他國是否為民主政體亦然。近來有一些研究得出了傾向單方面和平的結果。Müller和Wolff（2004）則同意這種理論：「民主國家在平均上可能稍微的—但不是絕對的—比其他政體的國家更愛好和平」但也指出「單方面的解釋是不必要的、而且也不具說服力」。他們也注意到某些民主國家對於其他非民主國家的敵意極大，指出自從1950年代以來最具好戰性的民主國家是印度、以色列、英國和美國。

## 戰爭
民主和平論最直接的論點就是：「研究過去兩個世紀的所有戰爭，假如民主國家真如同其他政體的國家一般經常互相征戰，那麼應該會有許多民主國家之間的戰爭紀錄。相反的，依據不同研究的結果，這種戰爭極度少見、甚至是零。」

### 可能的例外
一些研究者的結果指出，至今為止從不曾有任何穩定的自由民主制國家之間的戰爭出現。Jack Levy所提出的一段經常被引用的描述是：「民主國家之間從沒有戰爭出現的法則，就如同任何我們在國際關係上所用的觀察法則一般準確。」
一些人則提出了一些例外，相當常被提出的例子包括了美西战争和继续战争。一些人將這些戰爭視為是邊緣的例子，一些人則只簡單的將民主國家間的戰爭描述為「很少見的」、「非常少見」、「少見或不存在」。
一些人則認為是否有例外可能不是那麼重要。強烈支持民主和平論的Bremer主張要證明民主國家間的戰爭次數為零是不可能的，因此「爭論民主國家之間究竟是沒有發生過戰爭、還是極少發生過戰爭是沒有意義的」，能證明的只是戰爭可能性顯著降低。
不過，至少有一個研究者主張若是有任何一個例外出現都會顛覆整個理論。但大多數的研究者則不這樣認為。

### 部落/古代
| 衝突                                                     | 日期                           | 認為屬於例外的論點 | 反駁屬於例外的論點 |
| -------------------------------------------------------- | ------------------------------ | --- | --- |
| 一些部落之間的衝突。例如易洛魁族與懷安多特族             |                                | 易洛魁族時常襲擊並且最後終於毀滅了大多數懷安多特族的部落。兩者都有一些民主的成分。 | 兩者都不是自由民主制的國家，而只是經過延伸的家族團體所組成的部落。歷史學家Spencer R. Weart主張部落與國家的最大差異，在於其缺少了國家對於家族團體襲擊其他家族的有效制止，最後終於導致衝突惡化到牽涉至親屬和友人的仇殺和戰爭。 |
| 牽涉到雅典民主的戰爭。最值得注意的是雅典對西西里岛的遠征 | 西西里岛遠征：前415年— 前413年 | 許多古希腊的城邦都有民選的領導人。其中一名研究者Bruce Russet找出13場牽涉到「明顯」民主城邦之間的衝突（大多數都隸屬雅典和其同盟，並且參與了西西里島遠征）以及25場牽涉到「其他」民主城邦的衝突。雅典如同其他希臘的民主制度，都是屬於直接民主制，發動戰爭或維持和平都是由人民的大會所決定的。大會上的演講者沒有任何正式職位，而且相較於現代的政治家，他們都處於人民「更直接而迅速」的控制下。 至於據稱雅典缺乏自然權利保障的論點，雅典公民都有清楚列名的權利，包括了政治、法律、財產權利、以及言論自由。移民者和外國人也有權利擁有財產（但不包括土地—除非經過特別允許）、以及有限的但相當可觀的法律權利和保護、同樣也有言論自由。女性公民並沒有政治權利，同時必須要有一名男性公民的「法律監護」，但也能擔任宗教的職位並且也被賦予法律和財產權利。只有奴隸沒有任何權利、有限的法律保護免受攻擊和殺害（而且依據色诺芬的說法，比起當時其他國家的奴隸，雅典奴隸還擁有不少特權），但同樣的例外也能套用至美國早期的奴隸上。 雅典的西西里島遠征有超過1,000名戰鬥死亡。 | Russett在研究中找不出任何現代的自由民主制國家的交戰紀錄，而在古希臘的例子中，他對於戰爭和民主使用了較為不同且較寬鬆的定義，例如他沒有將戰鬥死亡人數門檻列入考慮(p. 50)。不過，一個解釋之一便是這些衝突都很少留下死亡人數記載，他在文獻中發現證據指出民主國家和寡頭政治國家都較不好戰，並且經常與他們相同政治體制的國家結盟(p. 59)。他主張某些衝突可能是由於通信技術落後、造成對於他國政治體制的誤解而引發的(p. 55-56)。 另一個研究者James Lee Ray主張這些國家與現代的自由民主制國家大不相同，而且並沒有達成自由民主制的門檻。古希臘的城邦有為數眾多、無法投票的奴隸和外國人。只有一半甚至一半不到雅典成年男性能夠投票。他主張在古代雅典時，現代才有的公民自然權利概念並不存在。他也認為批評者並沒有證明古雅典所實行的直接民主制能超越現代的代議民主制。古雅典城邦的決策要不是由隨機分配的領導人所決定、便是由直接民主制決定。這兩種方式都與現代自由民主制下決策由民選領導人進行的方式大不相同，而且許多對於自由民主制產生和平的原因解釋都牽涉到這些代議領導人扮演的角色。與Russett所主張的誤解政體的解釋類似的是，他注意到歷史學家修昔底德曾記載到當雅典大會投票決定是否與锡拉库萨開戰時「大部分時候大會都忽略了島嶼的面積或其居民數量。」 Spencer R. Weart所著的Never at War一書則主張雅典只是一個處於民主制度邊緣的國家，而且與雅典相敵的國家都沒有達成以上要求的門檻，而許多衝突所造成的戰鬥死亡也很少甚至是完全沒有。 |
| 牽涉到罗马共和国的戰爭。尤其是布匿战争。                 | 布匿战争：前264年— 前146年     | 羅馬和迦太基的領導人都是民選的。超過1,000名戰鬥死亡。 | 兩個國家都被視為是寡頭政治。羅馬共和國有為數眾多無法投票的奴隸、前奴隸、義大利盟國人民、以及外國人。羅馬公民的政治權利會根基於遺產和財富而有所不同。羅馬元老院掌握實際權力、並且是由貴族家庭所主導。迦太基在每場布匿战争爆發時的政府形式是否屬於民主制度也有待爭議，「在實際上，憲法卻變成了寡頭政治」。 |

### 現代
| 衝突                                    | 日期           | 認為屬於例外的論點 | 反駁屬於例外的論點 |
| --------------------------------------- | -------------- | --- | --- |
| 美國獨立戰爭                            | 1775年— 1783年 | 超過1,000名戰鬥死亡。美國和大不列顛在當時都是世界上最為民主的國家之一。 | 美國在大陆会议後可以被視為是自由民主制國家，但距離成立依然少於三年。當時英國有投票權的人口比例極低，許多新的都市區域並沒有代表權，投票也非秘密進行，許多議會裡的議席都是被指派的、或是經由有名無實的選舉產生的，而英國上議院則可以否決一切法律。身為君主的乔治三世仍把持重要權力，尤其是把持了指派殖民地官員和決定宣戰的權力。 美國在南北战争前也依然允許蓄奴，同時蓄奴在英國雖然屬於非法，但也依然被允許一直到1833年頒布廢奴法案為止。 |
| 美法準戰爭                              | 1798年— 1800年 | 美國和法國在當時都是世界上最為民主的國家之一。 | 少於1,000名戰鬥死亡：只有幾十人。當時法國督政府的選舉權僅限於少數富裕法國人。在1797年還有一場使用軍隊鎮壓反對派的政變、關閉反對派報社、取消選舉結果、並且將數百名反對人士逮捕入獄或處死刑。 美國也依然允許蓄奴。 |
| 1812年战争                              | 1812年— 1815年 | 多於1,000名戰鬥死亡。美國和英國在當時都是世界上最為民主的國家之一。 | 當時英國有投票權的人口比例極低，許多新的都市區域並沒有代表權，投票也非秘密進行，許多議會裡的議席都是被指派的、或是經由有名無實的選舉產生的，而英國上議院則可以否決一切法律。君主依然把持重要權力。p. 106-107. 美國在南北战争前也依然允許蓄奴，同時蓄奴在英國雖然屬於非法，但也依然被允許一直到1833年頒布廢奴法案為止。 |
| 強迫遷徙的血泪之路                      | 1838年         | 遭強迫遷徙的切诺基族在1827年創立了共和制的憲法。美國是民主國家。 | 沒有戰鬥死亡。切诺基族允許蓄奴、而且政治上逐漸偏向獨裁統治，最後還攻擊、消音、甚至謀殺那些提倡自願遷徙的族人。喬治亞州在1828年下令切诺基族政府解散，距離其創立憲法還不到三年。 美國也依然允許蓄奴。 |
| 美墨戰爭                                | 1846年— 1848年 | 馬利亞諾·帕雷德斯從民選的何塞·华金·德·埃雷拉手中奪取權力時，兩國已經快要開戰了。 | 戰爭準備開始並沒有任何意義，因為歷史上也有許多兩國劍拔孥張、但最後並沒有開戰的例子。馬利亞諾·帕雷德斯原為軍隊將領，他是在1845年透過政變才取得權力的。另外在1835年-1845年之間墨西哥共和國在政體尺度上被列為是-3的國家（中度獨裁） 美國也依然允許蓄奴。 |
| 瑞士分離主義聯盟戰爭                    | 1847年         | 瑞士大多數州的男性都有投票權利。事實上天主教的分離主義聯盟拒絕接受聯邦議會（Tagsatzung）決議的原因，只是因為他們拒絕接受聯邦的權力，並將自身視為是擁有議會的獨立國：這便是內戰的起因。 | 少於1,000名戰鬥死亡：只有不到一百人。 在苏黎世以新教徒為首的民主制度成立不到三年。天主教的州僅限天主教男性擁有投票權、許多地方還只限於特定家族的後裔能夠投票。新教徒和自由主義者試圖在天主教統治的卢塞恩進行反抗，但最後失敗了，許多逃離者稱呼天主教為「恐怖的政權」。卢塞恩市宣布由耶稣会主導高等教育體制，這被新教徒和自由主義者視為是卢塞恩遭到獨裁教宗控制的證據。一個志願發起以「解放」卢塞恩的遠征行動也失敗了。天主教州拒絕接受聯邦議會達成的多數決議，更向外國的天主教政權如哈布斯堡王朝求取援助。 瑞典在那之前便是從獨裁的哈布斯堡王朝脫離而獨立的，而且後來兩者間也爆發了數次戰爭。 |
| 法蘭西第二共和國對抗罗马共和国 (19世纪) | 1849年         | 多於1,000名戰鬥死亡。兩國的領導人都是民主選出的。法蘭西第二共和國在政體尺度上取得+6（民主）的分數。罗马共和国因壽命太短而沒有評分，但它仍通過了一個相當先進的憲法，引進了普遍選舉權、宗教自由、以及世界上首次的創舉：廢除死刑。法國總統路易·拿破崙是在民主選舉中獲得約75%左右的壓倒性票數而當選的。在1849年的選舉中，保守派在普選中贏得多數支持並且取得超過200個議席，超過了反對派。兩次選舉的結果都是清楚而沒有爭議的。從拿破崙當選至戰爭爆發前最後一天為止法國境內都沒有重大的暴動或鎮壓發生，有紀錄的這類事件都是發生在這段時期之前或之後。在羅馬共和國，將投票者逐出教會的威脅列入考量似乎不適當，因為教宗在1871年至1905年間也於義大利宣布將所有投票者和議員逐出教會資格。雖然當時法國的確存在著立法與行政間在制度上的衝突：以制憲議會為代表的立法部門認為遠征只是「保衛和平」的任務，而以路易·拿破崙為代表的執政部門則對羅馬共和國抱持敵意，並授權遠征軍將領於佔領地隨意採取行動。然而這個衝突後來也解決了，在議會指派的代表要求下，執政部門下令遠征軍停火並進行協商，而且一直到新一期議會被選出、保守派取得多數優勢後戰爭才又復燃。反對派以違反憲法中禁止所有戰爭的條款為由要求彈劾總統，但議會的多數派封殺了彈劾提案並通過了「不惜成本讓教宗復位」的提案，因此立法機構合法的批准了繼續戰爭。一些左派研究者還觀察到類似的狀況—那些被議會批准進行維持和平任務的軍事行動最後卻演變成戰爭，還指出當前許多北大西洋公约组织的國家在阿富汗進行的維和任務便是這種狀況。。 | 兩個國家距離第一次民主選舉都還不到三年。法國在選舉一年之後便爆發了1848年革命，軍隊殺害了超過一千名巴黎的激進份子、另外數千名則被逮捕下獄或處死。法國總統路易·拿破崙（1852年成為皇帝拿破崙三世）需要得到天主教和軍隊的支持。他們擔憂當時羅馬共和國被一批激進份子掌控，宣稱要將羅馬作為向全歐洲散佈革命的中心。在1849年的議會選舉中拿破崙偷偷的向地方的官員指示要替保守派助選。在羅馬，教宗承諾要绝罚那些參與了羅馬選舉的人，使得僅成立數月的羅馬共和國政府全充斥著治國經驗不足的激進份子。羅馬議會也公然的輕蔑法國，儘管當時眾多獨裁政權的大軍已經兵臨城下了而法軍是唯一的保護依賴。許多在羅馬的法軍軍官和外交官都是出身於舊君主政體，對於民主相當的不信任。依據憲法的規定，在停火的協商失敗後拿破崙依然不能發動全面的攻勢，而且他也不敢直接在議會對此進行投票。然而，拿破崙依然繼續派遣軍隊，前線指揮官知道他的意圖，因此攻擊並佔領了羅馬。開戰和侵略的新聞在法國國內也引發了暴動並被鎮壓，批評者稱這些軍事鎮壓是「征到內部的羅馬遠征軍」。當拿破崙的軍隊攻克羅馬時，他在國內的軍隊也鎮壓了異議人士組織的抗議。再一次的，數千名法國激進份子被逮捕下獄或被迫流亡。 |
| 美國內戰                                | 1861年— 1865年 | 多於1,000名戰鬥死亡。至於宣稱聯盟國沒有總統選舉的指控，六個州的代表在1861年2月便已經非正式的討論了幾個可能的總統候選人，後來達成共識以傑佛遜·戴維斯作為臨時總統。只有在最後公開的投票時，代表們才刻意以無異議通過的方式宣傳聯盟國的決心，希望以此拉攏其他州加入。 | 美利堅聯盟國在戰爭開始時還成立不到三年。少於三分之二的男性公民擁有投票權。聯盟國成立的主要目的是為了繼續壓迫黑人奴隸人口。富裕的大農場主操弄種族恐懼以避免來自貧窮白人的批評。即使是在亚伯拉罕·林肯當選前，南方州的廢奴主義者被已開始遭到消音審查和監禁，而且投票時南方大多數地方的選票都沒有林肯的選項。在1861年11月6日聯盟國進行總統選舉，但除了戴維斯外卻沒有其他候選人，只有在聯盟國國會議員選舉時某些選區才有兩個選項出現。p. 110-111. |
| 厄瓜多尔對抗哥伦比亚                    | 1863年         | 多於1,000名戰鬥死亡。兩國都有民主的憲法。 | 當時的厄瓜多尔總統加西亞·莫雷諾 （García Moreno）是一個獨裁政權。哥倫比亞的政權也還成立不到三年，哥倫比亞在革命後才獲得了憲法，而且和戰爭爆發是同一年。 |
| 硝石戰爭                                | 1879年— 1884年 | 多於1,000名戰鬥死亡。智利和秘鲁兩國的領導人都是民選的。 | 在祕魯，五十人中只有一人能夠投票。p. 67. 在智利，1874年的法案授與所有識字的男性投票權。不過，當時智利的識字率估計只有25%左右。在1876年進行的選舉的投票率大約只有7.8%的投票年齡人口。 |
| 第一次布尔战争                          | 1880年— 1881年 | 布爾共和國和英國兩國的領導人都是民選的。 | 英國在1884年的選舉制度改革法案前都還不算是自由民主制國家。新成立的布爾共和國少於三年，而且黑人人口被排除選舉權。少於1,000名戰鬥死亡：只有幾百人。 |
| 美西战争                                | 1898年         | 多於1,000名戰鬥死亡。美國是穩定的民主國家。而西班牙男性的普選權已經在1890年確立，憲法在理論上也保護了許多公民自由。西班牙在政體資料的民主尺度上取得10分之6的分數，因此在分類上屬於「民主國家」。 | 西班牙的政治被名為「輪流」（Turno）的體制所支配，腐敗官員操弄選舉結果以讓兩大黨：保守黨或自由黨之一輪流取得多數席位，兩黨對此行徑也達成了協議。這種現象可以清楚在選舉結果裡看出。異議人士也可能被拘禁。選舉結果往往在投票結束前便已在報紙上發表。四分之一的國會議席是由依據國王或世襲制度指派。君主仍保留重要權力，包括可以指派政府閣員。若西班牙在談判中妥協，主戰派可能會發動軍事政變。p. 111-115. p. 19. 依據法蘭西斯·福山的分類，西班牙在此時仍不算是民主國家。 |
| 美菲戰爭                                | 1899年— 1913年 | 多於1,000名戰鬥死亡。菲律賓的馬洛洛斯國會（Malolos）頒布了一套民主的憲法。美國是穩定的民主國家。 | 菲律賓的政權成立少於三年。幾乎所有外國觀察者都認為真實的自治是不可能的，只有可能是被不同的地區派系和土匪統治。從沒有任何民主的選舉進行過。其中最知名的擁獨立團體由埃米利奧·阿奎納多領導，在沒有任何選舉之下便自封總統，而且還被質疑殺害了兩個他的主要政治對手。美國總統威廉·麦金莱指出撤退是不道德的，因為那將會任由菲律賓人自相殘殺或被歐洲強權或日本佔領。 |
| 第二次布尔战争                          | 1899年— 1902年 | 多於1,000名戰鬥死亡。兩國的領導人都是透過自由而公平的選舉選出的。英國是穩定的民主國家。布爾兩個聯邦之一的奧蘭治自由邦在民主尺度上獲得7分，並且在政體尺度的民主/獨裁取向上獲得+4，亦即至少是部份民主的國家。 | 布爾只有屬於少數族群的白人的男性可以投票。白人的外國移民在德蘭士瓦也被排除投票權。 依據政治學家Tatu Vanhanen的分類，這個時期還沒有任何非洲國家是屬於民主制度。 |
| 第一次世界大戰                          | 1914年— 1918年 | 德國國會是由全體成年男性公民選出的，選舉結果顯示他們壓倒性的支持發動戰爭。相較之下，英國在那時通常被視為是自由民主制國家，但只有60%的男性公民可以投票。英國君王和上議院都是非民主選出的。在法國，第三共和国在當時是屬於溫和穩定的議會民主制度。 | 德國的皇帝保持大多數的權力。包括所有官僚的指派、軍隊、以及外交活動都是由他個人指揮。當時大家都知道軍隊強烈支持皇帝，並且會替其逮捕異議人士。公開批評會被以冒犯君主的罪名懲罰。德國總理在1913年忽視了一次不信任动议，宣稱他只會為皇帝一個人服務。開戰的決定也沒有和國會討論，只有在開戰後需要通過預算以防衛沙皇俄國時才通知了國會。 與英國的對照則忽略了當時上議院和君主都已經失去大多數的權力。而在1911年通過的議會法案限制了上議院否決預算的權力，但距離戰爭爆發已經不到三年了。 |
| 爱尔兰独立战争                          | 1919年— 1921年 | 多於1,000名戰鬥死亡。宣佈了愛爾蘭獨立的第一届爱尔兰国会是由1918年的大選中依據愛爾蘭憲法選出的。至於對分離主義的議會的代表性質疑，要注意到25席的新芬黨候選人都是因為沒有反對黨參與競選所以才沒有舉行選舉的。預估實際的新芬黨支持者在這些選舉中至少有53%。 | 愛爾蘭成立少於三年。最初的暴力活動是沒有經過民主政府控制或批准的暴動。民主政府對後來爱尔兰共和军的控制也有待爭議，而且在戰後一批愛爾蘭軍立刻發動內戰企圖推翻政府。 由於最高票當選的投票制度，新芬黨議員可能不能代表大多數的爱尔兰選民。在正式記載上他們只取得47%的選票。 |
| 波蘭-立陶宛戰爭                         | 1920年         | 預估有1,000名戰鬥死亡。兩個國家都舉行了普選選舉權的選舉。在政體尺度上，波蘭取得民主/獨裁取向中的+8的分數，立陶宛則取得+4的民主/獨裁取向評分並且在民主尺度上取得7。杭亭頓將20年代的這兩個國家都視為民主政體。 | 波蘭的民主制度成立少於三年。在立陶宛，只有制憲的國民大會在幾個月前被選出，而且憲法要到1922年才宣布，所以是否屬於民主制度仍有爭議；不管怎樣其制度都成立少於一年。戰鬥死亡可能少於1,000人。 |
| 第二次世界大戰                          | 1939年— 1945年 | 多於1,000名戰鬥死亡。阿道夫·希特勒是民主選出的。英國、法國、和美國都是穩定的民主國家。 | 阿道夫·希特勒在1932年的總統選舉中輸給了保罗·冯·兴登堡。納粹在1933年的国会纵火案後，除了戒嚴的國會火災命令外，還加上大量暴力和威脅，但在稍後的國會選舉中仍只取得了未過半數的最大黨地位。希特勒透過拉攏中央黨和民族黨而得以在國會中通過授權法案。在那之後除了纳粹党外的所有政黨都被解散，並使希特勒得以任意進行統治，選舉也不再進行、公民自由則被嚴重壓迫。 |
| 继续战争                                | 1941年— 1944年 | 英國和芬蘭都是穩定的民主國家。英國向芬蘭發布了正式的宣戰。芬蘭的領土曾被轟炸。另一個論點是芬蘭在波羅的海之外損失了69艘商船。 | 在戰爭開始後五個月，英國才在蘇聯的壓力下不得不正式向芬蘭宣戰。然而，英國在整場大戰中唯一重大的攻擊行動發生在宣戰之前，皇家空軍轟炸了一次德國運作的採礦任務。英國並不是攻擊芬蘭，正式的宣戰除了一些金融限制和船運封鎖外根本沒有交戰行動。p. 313.p. 48. 保持中立的瑞典在波羅的海區域之外損失了200艘商船。芬蘭在二戰中努力與極權主義的蘇聯對抗，蘇聯在那之前已於冬季战争中先行入侵了芬蘭。若以宣戰作為戰爭的定義，那麼許多二戰後重要的戰爭也會被排除在外。舉例而言，美國在二戰後便未曾正式宣戰，雖然曾參與數次大規模的衝突。 |
| 1947年印巴戰爭                          | 1947年— 1948年 | 多於1,000名戰鬥死亡。兩國的第一屆國會議員都是透過第一次印度國會選舉選出的。 | 兩國都成立少於三年。巴基斯坦的民主制度運作相當貧乏。 |
| 1948年以阿戰爭                          | 1947年— 1949年 | 敘利亞和以色列雙方都多於1,000名戰鬥死亡。在敘利亞，總統庫阿利特（Shukri al-Kuwatli）是在1943年民主選出的，那次選舉被國際觀察者稱為是「在法國託管下最公平的一次」 ，雖然普選權仍只限於男性。敘利亞在政體尺度上取得+5的評分，代表著「部分民主」。另外，派遣軍隊支援阿拉伯國家的黎巴嫩也進行了男性普選權的選舉。英國雖然在正式上保持中立，但還是給予阿拉伯國家一些非正式的支援。 | 以色列成立不到三年，並且還未進行過民主的選舉。在敘利亞，以列表選擇為投票方式的兩階段選舉過程幾乎排除了反對黨獲勝的可能；除此之外，主要由於人們厭惡政治的腐敗，投票出席率只有31%選民參與，加上只有男性有投票權，這次投票的民主基礎相當脆弱。黎巴嫩只是表面上的民主國家，只有四分之一的國會議員隸屬某個政黨，其中大多數是親戚或上下關係。以色列和黎巴嫩之間的戰鬥死亡少於1,000人：只有129名以色列人和差不多數量的黎巴嫩人。唯一牽涉到英國的作戰行動是皇家空軍在一次偵查任務中被以色列擊落了五架的噴火戰鬥機。 |
| 阿賈克斯行動                            | 1953年         | 遭英美策劃的政變推翻的伊朗總理穆罕默德·摩薩德是民主選出的。美國和英國都是穩定的民主國家。美國前總統柯林頓曾將推翻摩薩德的行動描述為是使伊朗民主倒退的1950年代的錯誤。 | 英國和美國支持的是政變。兩邊都沒有爆發軍隊的衝突。政變中的戰鬥死亡人數少於1,000人。伊朗被認為是正在轉變為共產主義的獨裁政權。 |
| PBSUCCESS行動                           | 1954年         | 遭推翻的瓜地馬拉總統哈科沃·阿本斯·古斯曼是民主選出的。美國是穩定的民主國家。 | 美國支持的是政變。兩國都沒有爆發軍隊的衝突。政變中的戰鬥死亡人數少於1,000人：少於一百人。美國認為瓜地馬拉正在轉變為共產主義的獨裁政權。 |
| 鱈魚戰爭                                | 1958年— 1976年 | 冰島和英國都是穩定的民主國家。 | 沒有戰鬥死亡。 |
| 多米尼加内战                            | 1965年         | 1963年在多明尼加共和國的軍事政變推翻了民選的詹恩·博什（Juan Bosch）。民主的憲法在1965年被回復，不久後民主的美國便進行了軍事干預。 | 1965年的暴動攻佔了總統官邸並且設立臨時總統。新的政權成立還不到三年，而且當美國干預時其政府也不是民主選出的。美國擔心多明尼加遭到共產主義掌握。 |
| 六日戰爭                                | 1967年         | 以色列是穩定的民主國家。擁有民主制度的黎巴嫩在戰爭爆發時派遣戰機至以色列作戰。 | 沒有戰鬥死亡。黎巴嫩的民主制度運作相當貧乏。 |
| 1973年智利政變                          | 1973年         | 被推翻的總統萨尔瓦多·阿连德是民主選出的。 | 美國試圖侵蝕阿连德的政權，但並沒有直接的介入政變。智利被認為是正在轉變為共產主義獨裁。少於1,000名戰鬥死亡。 |
| 土耳其入侵塞浦路斯                      | 1974年         | 多於1,000名戰鬥死亡。土耳其的領導人是民主選出的。戰前的土耳其在政體尺度上獲得+9（充分民主）；戰前的（和政變前的）塞普勒斯取得+7（民主）。在塞普勒斯遭入侵前5天有一場政變爆發，但只維持了8天民主憲法便被恢復，雖然混亂繼續持續了一個月。馬卡裡奧斯三世逃至了倫敦，由於安全的理由、也是為了替塞普勒斯進行國際訴訟因而沒有返回，依據憲法條款國會主席格拉夫科斯·克萊里季斯被指派為臨時的總統五個月。克萊里季斯在決定重要事務時仍會與馬卡裡奧斯聯絡商議，而馬卡裡奧斯也公開感謝克萊里季斯在這幾個月裡的工作。從這時開始塞普勒斯在政體尺度上獲得+10（高等民主）。 | 在正式回復民主後的戰鬥死亡少於1,000人：只有數百人。戰爭開始於塞普勒斯爆發血腥政變時，因此塞普勒斯不能被視為民主國家。後來完全民主的塞普勒斯和土耳其都少於三年。新的塞普勒斯內閣仍保持許多政變而產生的領導人，而且戰時的總統克萊里季斯只是臨時總統、而且未經民主選舉。軍方在兩國都保有極大影響力。 |
| 厄瓜多爾-秘魯戰爭                       | 1981年         | 厄瓜多尔和秘鲁的領導人都是民主選出的。厄瓜多尔在政體尺度上獲得民主/獨裁取向中的+9分，而秘鲁則取得+7，意味著兩個國家都是民主政體，而且厄瓜多尔甚至是「非常民主」。 | 少於1,000名戰鬥死亡：最高只有兩百人。兩個未成熟的民主國家都成立少於三年，秘鲁則少於一年。兩個民主政府皆缺乏對軍隊和國家整體的控制。 |
| 南斯拉夫內戰                            | 1991年— 1999年 | 塞尔维亚的領導人斯洛博丹·米洛舍维奇贏得了數次選舉。參與了轟炸塞爾維亞的北大西洋公约组织國家也都是民主政體。科索沃战争時米洛舍维奇的政黨與其他兩個政黨結盟，塞爾維亞的國會就如同美國、英國、和日本一樣包含了廣泛的各式政黨。塞爾維亞政府曾邀請歐洲安全暨合作組織（OSCE）前來調查1996年的選舉醜聞，並且也接受了該組織的裁決，儘管此裁決對米洛舍维奇的政黨不利。米洛舍维奇改變制度使南斯拉夫總統經由全體選民普選，而不只是經由議會選出。 在戰前反對米洛舍维奇的人士經常是更極端的民族主義者（例如塞爾維亞民主黨和塞爾維亞激進黨），因此很難判斷對於這些反對人士的限制是否正當。許多人權團體—包括國際特赦組織都認為新法西斯主義團體的行徑應該受到特殊的限制。雖然大多數因為資訊管制法而被定罪的都是異議人士，但這不一定能證明政權不民主。 後來取代米洛舍维奇成為總統的沃伊斯拉夫·科什图尼察是塞爾維亞民主黨的成員，這個政黨是從舊的民主黨分裂出來的，因為他們認為原先的民主黨不夠民族主義。 至於塞爾維亞媒體支援民族主義這必須取決於這一詞的定義為何。塞爾維亞的國營媒體肯定是愛國的、而且相當仇恨其他巴爾幹半島的民族，但這種情緒是源自於對法西斯主義的痛恨；克羅埃西亞人還經常被衊稱為「烏斯塔沙勢力」。米洛舍维奇的支持者宣稱他是反種族主義和反民族主義的，而西方媒體往往誤解了他們的言詞。 Peter Singer和Leif Wenar兩名學者都認為南斯拉夫內戰對民主和平論是嚴重的問題。斯洛博丹·米洛舍维奇贏得了三次選舉—兩次塞爾維亞總統選舉和一次南斯拉夫總統選舉—而且很清楚的是他在這個時期有著廣泛的支持。Singer承認當時南斯拉夫的政治開放性和自由性仍然受到限制，但他認為那些限制若與一些被認為是民主的西方國家相較，並沒有那麼廣泛而嚴重。 | 塞爾維亞並沒有達成自由民主制的要件。政府經常隨意的改變選舉法則和選區，有時甚至以此逆轉選舉結果。媒體自由嚴重受限。斯洛博丹·米洛舍维奇的政權控制了國營的電視台和廣播。選舉的操弄行徑包括了：大量的重複投票、出現已去世或失蹤人口的「選票」、國有企業強迫員工支持米洛舍维奇、有系統的做票、偽造選舉紀錄和計票紀錄、竄改選舉委員會發布的選舉結果、透過法院將大量不利的選舉結果判決無效、和竄改投票票數以達到選舉出席率要求的必要門檻。 至於民族主義，塞爾維亞政府控制了媒體以煽動這種情緒和常年的戰爭，導致連反對派政黨也都訴諸於愛國情緒。當米洛舍维奇終於被趕下臺時，取代他的是一個被反對黨聯盟內眾多政黨支持的候選人。 另外，1991年的斯洛維尼亞戰爭和克羅埃西亞獨立戰爭都應該被排除在外，因為當時兩方都成立少於三年。另外，由於許多和塞爾維亞相同的問題，克羅埃西亞也不算是自由民主制國家。 而且政體尺度的評分則將米洛舍维奇統治下的塞爾維亞的民主程度列為滿分10分中的0分，同時民主/獨裁取向的評分則是-5至-7。 |
| 塞內帕河戰爭                            | 1995年         | 秘魯總統阿尔韦托·藤森和厄瓜多尔總統都是民主選出的。 | 阿尔韦托·藤森在1992年自行發動政變以奪取獨裁者權力。少於1,000名戰鬥死亡。 |
| 厄立特里亞-衣索比亞戰爭                 | 1998年— 2000年 | | 厄立特里亚在戰前沒有進行任何選舉。獨裁主義的政府也不尊重公民和政治自由。衣索比亞的民主制度運作相當貧乏。 |
| 卡吉爾戰爭                              | 1999年         | 依據Page Fortna和Muppidi的說法，這是民主和平論最明顯的例外。多於1,000名戰鬥死亡。印度是穩定的民主國家。巴基斯坦已在1988年回歸民主制度且自那時開始便都是平民政府執政。巴基斯坦的政府在政體資料的民主/獨裁取向上取得+7（民主）的評分，大約等於英國在1900年（被所有作者認為是民主國家）的民主程度。印度則被評為+9。巴基斯坦的總理納瓦茲·謝里夫是經由大多數選票支持民主選出的。由於他在議會有足夠議席的支持，使他得以依照憲法通過憲法修正案。至於公民權利和媒體自由的侵犯，這必須考慮到在戰時或緊急狀態時連許多民主國家也會採取類似手段（比如戒嚴法），雖然我們很難判斷謝里夫的政府有哪些行動是以這樣的理由為根據的，應該注意到的是在1998年（戰前）人權觀察組織的報告結果遠比1999年的報告還要良好（亦即戰爭的那年。戰爭開始於五月，在10月更發生了一場軍事政變，使得狀況變的更糟。但報告只在第一個段落提及了政變）。至於自由之家的報告，它仍將巴基斯坦列為「部分自由」（因此以此來看並非自由民主制），但並未質疑巴基斯坦是否不屬於民主政體。 | 自由之家並沒有將90年代的巴基斯坦視為是自由民主制國家。納瓦茲·謝里夫的政府壓迫反對派領導的示威行動、逮捕反對派行動人士、減縮公民自由，並且迫害NGO和記者。司法部門剛開始試圖監督謝里夫的行徑，但後來便放棄了。謝里夫的支持者襲擊了巴基斯坦最高法院，他並強迫最高法官離職。謝里夫還通過了一個法案排除了在法律上將他去職的可能，並且宣布政黨的領導人們可以驅逐任何沒有依照他們指示投票的議員。並沒有證據顯示這些限制是到戰時才開始的、或者是謝里夫政府備戰的行動。即使這些行動真是為了備戰，他們的民主程度也會因此大打折後。 納瓦茲·謝里夫曾指出他並沒有察覺到戰爭的可能，而且一直要到接獲印度總理阿塔爾·比哈里·瓦傑帕伊的緊急電話後他才得知軍方擅自的入侵。他將入侵計畫歸罪於軍隊的統帥、稍後成為獨裁者的佩尔韦兹·穆沙拉夫以及「他的兩三個密友」。如果他的判斷是正確的，巴基斯坦軍入侵印度是沒有經過民選的巴基斯坦政府的批准的。 |
| 2006年以黎衝突                          | 2006年         | 包括平民在內多於1,000名死亡。以色列是穩定的民主國家。黎巴嫩自獨立以來也有一套民主制度。黎巴嫩在2005年的大選被聯合國觀察為是自由、可信、管理良好而和平進行的。選舉法案被所有主要政黨接受，雖然也有一些人認為選舉制度需要更新。依據信仰分配席位符合李帕特提倡的協合式民主。 | 少於1,000名戰鬥死亡。依據自由之家在2006年的報告，黎巴嫩並不是自由民主制的國家。在2003年的最後一次政體資料指出黎巴嫩是「外國佔領中」。敘利亞控制了黎巴嫩的大部分政治，直到2005年的雪松革命中敘利亞被迫撤軍為止，而從那之後黎巴嫩自治還不到三年。黎巴嫩在2005年的大選被華盛頓郵報描述為是「自由但不公平」的，國會的議席分配並非依據選票的數量，而是依據不同的宗教團體。整個公共領域也有同樣的分裂。從總統、國會發言人到警察和大學教授都被以個人的信仰做職位衡量。 以色列是與控制了黎巴嫩南方的真主党組織對抗，而非黎巴嫩軍方。聯合國聲明道「一個參與了民主政治輿論和決策的團體，不能同時有在國家權威之外的獨立武裝活動的能力。更廣泛的說，存在有不受合法政府控制的武裝部隊，是與國家主權的復位和尊重、領土正當性、統一性和政治獨立性無法共存的。」 |
| 2008年南奧塞提亞戰爭                    | 2008年         | 超過1000名平民與士兵死亡。喬治亞宣布遭到俄羅斯侵略，雙方實際上確實進入戰爭狀態，僅宣稱「沒有對俄羅斯宣戰」的說法無法成立，因為實質上已是戰爭狀態。俄羅斯聯邦在蘇聯解體後是制度穩定的民主國家，也舉辦自由的選舉。喬治亞共和國在2004年的玫瑰革命後也是穩定的民主國家，制度建立超過3年。俄羅斯總統德米特里·梅德韋傑夫是在2008年3月2日經過俄羅斯廣泛民選選出的國家元首，喬治亞總統米哈伊爾·薩卡什維利是在2008年1月5日經過喬治亞廣泛民選再次選出的國家元首。沒有任何證據能指控爱德华·谢瓦尔德纳泽政權是附庸於俄羅斯的，雙方亦無簽過任何涉及南奧塞提亞條約，僅簽過一紙停火協議，故此說法亦無法成立。南奧塞提亞至少經過兩次公民投票通過決議自喬治亞獨立，最近的一次投票是在34個包括德國、澳洲、波蘭等國際選舉觀察團的監督之下進行的。「真正有規模的反對媒體」一說法定義不明，實際上俄羅斯依然有民營媒體與反對黨存在，選舉依然正常如期舉行，無法被視為不自由國家。自由之家 (美國)並不是非政府組織，依照年度報告该组织的80%预算来自美国政府。 | 一方面喬治亞並沒有對俄羅斯宣戰，只是宣布被俄羅斯侵略，第二是喬治亞較早時的政權是俄羅斯的附庸國，與俄羅斯簽署不平等條約引致以後南奧塞提亞紛爭，第三是俄羅斯的社會真正有規模的反對媒體都被政府罷拙，俄羅斯選舉的真質性一直都被質疑。非政府組織自由之家 (美國)在2008年視俄羅斯聯邦為不自由的政權，這是最低的級別。 |

### 進行中
| 衝突                          | 日期    | 認為屬於例外的論點                                                                           | 反駁屬於例外的論點 |
| ----------------------------- | ------- | -------------------------------------------------------------------------------------------- | --- |
| 巴勒斯坦抗爭暴動              | 2000年— | 亚西尔·阿拉法特是在1996年選出的總統。自從2005年開始執政的哈马斯政府也是選舉出的。            | 新的選舉在1998年遭到延期。巴勒斯坦暴動開始於2000年。阿拉法特的政權忽視許多公民自由，同時實行獨裁統治。在阿拉法特死後於2005年和2006年進行了選舉，但新的政權少於三年。依據自由之家在2006年的報告，巴勒斯坦當局行政區域或以色列在西岸和加薩走廊的佔領區域都不是自由民主制。 |
| 瓦濟里斯坦衝突 （Waziristan） | 2004年— | 巴基斯坦北方的瓦濟里斯坦的許多公共決策都是由部落會議的長者決定的。巴基斯坦已經回歸民主制度。 | 目前的衝突開始於佩尔韦兹·穆沙拉夫發動政變後的滿三年之前。自由之家將巴基斯坦列為「不自由」國家。在瓦濟里斯坦，家族間的血腥仇殺相當頻繁。因而不屬於自由民主制，反而更接近於上述第一個例子提及的易洛魁族與懷安多特族的部落政治。                                            |

## 較少衝突

依據政體研究計畫提供的資料，綠色曲線代表了從1800年-2018年間民主程度8分以上的國家的數量。在Wayman(2002)列出的MID衝突列表，沒有任何一場戰爭是這些國家之間的爭戰。

如同現實主義的Mearsheimer (1990, p. 50)指出的，對於戰爭的研究的問題之一在於「民主國家在過去兩個世紀算是少數，因此民主國家間處於互相爭戰的立場的機會也較少」—尤其是在採用嚴格定義的民主時。民主國家直到最近幾十年前都還是少數。即使是採用較寬廣的民主定義，如同Doyle所採用的，在19世紀末期前也只有一打的民主國家，而且其中許多都相當短命或是選舉權有所限制(Doyle 1983)(Doyle 1997, p. 261)。自由之家認為在1900年時還沒有任何獨立國家實行了普遍選舉權。
民主和平論支持者之一的Wayman(1998)指出：「如果我們只注重於民主國家之間不會有任何戰爭發生，那麼這需要再經過很多年時間才能穩固我們對於民主和平理論的信任。」
因此，儘管以上所述及的大量案例研究，一些人仍然主張目前並沒有足夠證據顯示民主與和平間的必然關係，尤其是在考慮到外部因素的可能影響時。
為了解決這種限制，許多研究者轉而研究衝突較少的理論，因為這樣的理論更為容易證實。軍事化的國際爭議（MID）遠比戰爭要來的常見；戰爭研究計畫算出過去兩個世紀裡總共發生了數千次的MID。一篇評論列出了許多研究結果，主張民主國家之間比起其他政體的國家更不容易捲入MID中。
另一個研究則發現在兩個國家都變成民主政體後，每一年兩國發生MID的可能性都會逐漸降低，最後發生MID的可能性會在五年內降至於零。
當檢視民主國家間的MID時，一個研究發現他們通常較少牽涉到第三國，單方面的仇恨也比較少遭遇反彈，如果被仇恨的另一個民主國家也反彈仇恨，通常是因為遭遇了一定的挑釁，而雙方的爭議也比較少造成任何人員死傷。比較常見的行為只是「奪取物資或人員」。
研究顯示，國家之間和平解決爭議的可能性也會被當事國中較不民主的那一國的民主程度所正面影響。民主國家間的爭議遠比牽涉到一個非民主國家的爭議要來的容易解決。民主國家在互相爭議時也比較可能容易接受第三方的調解{。
在威脅用和使用暴力的國際危機中，一個研究發現若當事國都是民主政體，那麼兩者的相對軍事力量對於事件的輸贏並無影響。但若有非民主的國家參與其中則不同。這在即使當事國是同盟國時，研究的結果也依然相同。與之相似，一個對於國家行為的研究也發現軍事爭議只有在國家是獨裁政體時軍事力量才顯得重要：民主國家似乎並沒有將軍事力量作為支持爭議中那一方的基準。

## 衝突開端
大多數研究都只檢驗衝突參與者是誰，而忽略了是誰先開始衝突的。在許多衝突中雙方都主張是對方先行開始衝突的。一些研究者則主張研究衝突的開端是沒有太大意義的，因為現有的資料記載可能相當不可靠。即使如此，有些研究者對此展開了研究。Reiter和Stam(2003)主張獨裁國家先行展開侵略的次數比民主國家先行攻擊獨裁國家還要頻繁，Quackenbush和Rudy(2006)在證實這個結果的同時，也發現民主國家先行攻擊獨裁國家的次數比非民主國家之間互相爭戰的次數還要頻繁。一些進一步的研究則研究不同形式的獨裁和制度對衝突開端的影響。與其他獨裁政體如一黨執政制度相較，個人崇拜和軍事獨裁的國家可能特別容易先行發動戰爭，但也可能特別容易成為先行攻擊的目標。

## 對內暴力和大屠殺
大多數研究都聚焦於國家之間的關係。不過，也有一些研究指出民主國家國內的內部衝突較少。舉例而言，一個研究發現內戰在最為民主的國家和最為獨裁的國家都較為少見，而那些處於民主和獨裁政體之間的國家則最容易爆發內戰。政治的改變也會提升內戰的風險，無論是轉向民主或獨裁亦然。政體居中的國家仍然最可能爆發內戰，無論他們政治改變後經過了多久。在長期上，居中的國家比獨裁國家較不穩定，而獨裁國家又比民主國家較不穩定，長期穩定的民主政體是民主化進程最可能的結果。Abadie(2004)則發現大多數民主國家的恐怖主義活動都較少見。Harff(2003)則發現种族灭绝和政治屠殺在民主國家都較少發生。拉梅爾(1997)發現越民主的國家，政府屠殺人民的可能性越低，他指出歷史上大屠殺所殺害的人數比戰爭高出了六倍。
Davenport和Armstrong(2004)則列出了其他研究並表示：「研究再三的顯示，民主政體都較少發生政治取締、審查、酷刑、失蹤、和大批屠殺，包括各種測量的尺度、方法、時間長度、國家、和背景都得到這樣的結果。」並且總結道：「透過各種測量和研究方式發現到，在低於某個程度的情況民主對於人權違犯沒有影響，但在超過這個程度後越民主的國家在政治鎮壓上的數量則約以等比例的速度減少。」Davenport和Armstrong(2003)指出三十年來的統計研究顯示了只有兩個因素可能會減少人權的違犯：政治上的民主化和經濟上的發展。這兩者中民主則更為重要而且更容易達成。

## 可能的原因解釋
在解釋為何民主能減少戰爭的原因上，研究者們通常又被分為兩類：注重民主的價值觀以及注重於民主的政治架構。要注意到的是它們通常是被用以解釋民主國家之間的較少戰爭衝突，而不是民主國家內部的衝突較少。
這些原因可能有的也能套用至寡头政治上。Spencer R. Weart所著的Never at War發現寡頭政治之間也會和平相處。例子之一是波蘭立陶宛聯邦，波蘭國會反對並否決了大多數國王提議的戰爭。

### 民主價值
在第一類的研究者中，許多人主張自由民主制的文化使得國家領導人習慣於以協商和談判解決問題。另一個解釋是民主國家裡重視人權的理念使得人們不願進行戰爭，尤其是在針對其他民主國家時。20世紀殖民主義的衰退也有可能是因為歐洲民主國家改變了世界觀，開始重視非歐洲的人民和他們的權利之故。
Bruce Russett也主張民主國家的文化影響到領導人解決衝突的方式。除此之外他還主張，在19世紀末期一種社會價值開始浮現，就是民主國家之間不該互相爭戰，此價值在民主文化和民主程度開始提升時會更為強化，例如當擴散公民權時。一個國家民主穩定性的提升也會在外交事務上獲得更多其他國家的信賴。在二戰和冷戰期間民主國家的聯盟也增強了這個價值。他認為古希臘時這種民主價值的連結就沒有這麼有效。
Mousseau(2000)主張以市場為導向的經濟發展所形塑的價值觀和標準是民主和平論的主因。如同許多以市場為導向的已開發國家，當市場上簽訂契約的機會相當廣泛時，一種以契約為主的文化促長對個人獨特性的尊重、協商、妥協、尊重法治、和法律前人人平等的價值觀。由於被選民所限制，奉行市場經濟的已開發國家的民選領導人便會遵守這些價值。相較之下，市場經濟開發度不夠的民主國家的選民、以及非民主國家的領導人則抱持著其他鼓勵戰爭衝突的價值觀。
Braumoeller主張在衝突解決上的自由價值觀可能會隨著不同形式的自由主義而有所差異。藉著研究前蘇聯獨立而出的那些新國家的統計結果，他主張這些區域的自由主義往往較類似於19世紀歐洲的自由民族主義，而不是民主和平論所假設的—20世紀普世的威尔逊自由主義。而結果便是這些區域的自由主義往往比其他典型自由主義國家更為好戰而具侵略性。
Hans Köchler (1995)認為跨國民主的實現，與經由直接民主制付予個別公民參與國家國際關係決策的權力有關。他並呼籲依據民主價值重新建構聯合國，他特別參照的例子是瑞士實行的參與民主制。

### 民主政治架構
主張民主政治架構能促長和平的理論最早可以追溯回康德(1795)，他寫道：
「如果發起戰爭時必須要得到被統治的人民的同意，那麼毫無疑問的他們在展開這樣不利的行為前會非常謹慎的考慮，衡量所有戰爭會帶來的危害。開戰後將要面對的是：要進行征戰、要以他們自己的資源支付戰爭的代價、需要費力修復戰爭所造成的破壞，並且要承受戰爭帶來的罪惡、讓他們自身背負著沉重的國家債務，使他們在和平時也會飽受痛苦，並且因為未來的戰爭使他們永遠無法償還這些債務。」
民主也因此付予了那些最有可能在戰爭中被殺害或受傷的人影響力，以及他們的親戚和朋友（以及那些支付大量稅賦支撐戰爭的人），使他們希望盡量維持和平。不過，這個單方面和平的理論仍沒有解釋為何民主國家的確會攻擊非民主的國家。解釋之一是那些民主國家被那些非民主國家威脅或激怒了。Doyle(1997, p. 272)主張民主國家並沒有單方面和平：使自由國家相互間和平共處的意識形態也助長了他們向不自由的國家發動戰爭—無論是為了保護他國遭壓迫的少數族群、或是為了報復本國同胞在外國遭受的壓迫亦然。Doyle(p. 292)也注意到自由國家之間可能會秘密進行向對方不利的行動，然而由於行動的秘密性，避免了公諸於眾不然自由國家特色不適用這個問題。
研究顯示民主國家比起獨裁國家更有可能贏得戰爭，一種解釋之一是民主國家在政治和經濟因素上都有更多的資源。這也有可能使民主國家的領導人避免以其他民主國家為攻擊目標，因為認知到他們都是特別難以攻克的對手。一個研究之一顯示了國與國之間的戰爭對於民主的政權有重要的衝擊，民主國家的領導人特別可能因為戰爭失敗而下台。
一些研究主張自由國家的領導人必須面對制度的限制，因此在無法說服廣泛利益群體的情況下，他們無法輕易獲得足夠的國家資源以發動戰爭。許多對於前蘇聯國家的公民和統治精英的統計結果也符合了這個論點。除此之外，其他國家也能明顯看出民主國家這些無法被領導人輕易移除的限制。也因此民主國家送出了可信的厭惡戰爭的訊號，這種訊號使得民主國家之間避免了戰爭，但也可能吸引其他非民主國家的侵略。而民主國家對於這些侵略可能會被迫（也許甚至先發制人）使用武力。一些研究顯示當民主國家的領導人選擇提升國際衝突時，他們發出的威脅被認為極為可信，因為他們都必須有相對大的輿論支持來進行這些行動。而在自由國家之間的爭論中，他們之間願意交涉的訊號則使他們得以在惡化至軍事動員階段之前和平的解決爭議。
另外一種與以上兩種解釋類似的理論則根基於博弈论上，主張民主國家內部公眾的參與和開放的辯論能讓其他國家清楚而可靠的了解自己的意圖。相較之下，要得知非民主國家領導人的意圖則相當困難—無論是要得知讓步的效果或是會否遵守承諾皆然。因此若是爭議中有一個國家是非民主國家，那便會增加達成妥協讓步的難度和不信任感。

## 批評和反批評
對於民主和平論的批評在邏輯上可以分為好幾種。注意到這些批評通常是針對於主張民主國家間沒有任何戰爭和較少MID，而非小型系統性暴力行為。

### 理論在觀察上錯誤或是在統計上不重要
只有一個研究堅持主張民主國家之間的戰爭其實與其他政體的國家之間一樣多。不過，這個研究者將尚未成熟的民主國家和有爭議的國家也列入民主政體範疇，同時也將小型衝突列入計算。
其他研究指出，雖然民主和平論的確有一些證據支撐，但資料樣本和時間的長度可能太短，因而無法證明可靠的結論。舉例而言，Gowa提出證據主張在1939年前民主和平論並不明顯，因為在那之前民主國家數量都太少，他並且對接下來的時期提供了不同的解釋（參見現實主義的解釋）。但Gowa的統計也遭受批評，許多其他研究和評論找出了不同或相反的結果。不過，這可以被視為是民主和平論所遭受最久的批評；如同之前提及的，一些理論的支持者也同意統計的樣本在證實理論的可靠性上是有限的而且不足的，至少若是只考慮正式戰爭的話。
而這些證據究竟又代表了多少意義也是問題之一。一個研究試著正面回答這個問題，依據使用了頗為嚴厲的民主和戰爭的定義的Ray的說法，在1816年至1992年之間的確沒有任何兩個民主國家互相交戰過。假設將這段時期的戰爭數量直接除與國家數量，無論他們的民主制度形式和發展，那麼平均每個民主國家在這段時期經歷了十場戰爭。因此，Ray認為民主和平論的證據在統計上是相當明顯的。不過，可以想像到的是，如果未來發生了少量民主國家間的小衝突，都會抹滅整個理論的證據。

### 定義、方法、和資料或許有問題
一些人則批評對於民主的定義，他們認為某些國家總是慣於定義其他國家的政權形式，以此滿足他們自身的利益和目標，例如出於經濟和國防的顧慮。舉例而言，一個研究指出德國在19世紀末期被西方國家領導人視為是民主國家；然而到了第一次世界大戰前夕，當德國與美國、法國、和英國的關係開始惡化時，德國便逐漸被形容為是獨裁國家，然而實際上德國內部卻沒有政權的改變。Shimmin也提出了類似的批評，批評西方國家對於米洛舍维奇的塞爾維亞在1989年至1999年的看法轉變。拉梅爾則對這些批評回應道：一般而言，對於民主和平論的研究並沒有聚焦於「西方」對於民主的看法；至於塞爾維亞的例子，批評者舉出西方國家對塞爾維亞在90年代初期有限認可並不足以使其被認為是民主政權，而只是因為預料換上其他領導人可能會表現的更糟。
一些民主和平論的研究者也被批評他們在分類戰爭與否和民主政體與否時過於武斷，而沒有依據同樣標準仔細檢查整個資料。民主和平論的支持者和反對者都同意這種研究方式必然是有缺陷的，即使看似合理的例子也可能需要矯正。亞洲時報的一個軍事事務專欄家便總結了這些的批評認為例外總是被以「不是真的民主」或「不是真的戰爭」來解釋。
然而，大多數研究者都同意對於「戰爭」和「民主」可以得出一個客觀可用的定義。即使如此，民主仍然是一個發展中的概念，而且會隨著不同的時間和事物而改變，但大多數研究者在研究上幾乎都是以相同的標準來撿視歷史案例的。
對於民主的定義要求必須至少有一次真實的政權輪替—不同政黨間的執政轉換，這個要求也可能排除一些長期被視為是民主政體的國家。舉例而言，美國到1800年為止，印度從獨立一直到1979年為止，以及日本到1993年為止。
一些民主和平論的研究者要求執政者必須是由實際、而且有競爭性的選舉選出的。這可能是嚴格的定義：舉例而言，美國的國家檔案庫指出：「無論是在1789年還是1793年，乔治·华盛顿都是沒有遭受任何反對而被選出的。」（在當時對於選舉人團的規定下，投給總統和副總統之間的選票並沒有特別區分：每個選舉人照規定必須投給兩個不同的候選人，計票後冠軍成為總統、亞軍成為副總統。而那兩次選舉中每個候選人都投了一票給華盛頓，约翰·亚当斯取得了第二名的位置；除此之外還有其他幾個候選人，因此這副總統選舉實際上是有競爭性的）。
Spiro(1994)則對民主和平論的統計方式做了其他批評。Russett(1995)以及一系列由Ray(2003)撰寫的文章則回覆了他的批評。
有時候研究所使用的資料庫也遭受批評。舉例而言，一些人批評戰爭相關研究計畫的資料庫並沒有將平民的死亡包括在戰鬥死亡中，尤其是在內戰中。Weeks和Cohen(2006)主張那些可疑的爭議—包括了沒有死傷以及一般而言威脅不大的暴力事件都應該被從軍事爭議上排除。Gleditsch(2004)對戰爭研究計畫資料庫做出一些批評，並且提出了另外一份改訂過的資料庫。Maoz和Russett(1993)則對政體資料庫做出一些挑剔，不過在稍後的版本中多數這些挑剔都被逐一修正。這些批評通常被視為是較瑣碎的議題。

### 或許有其他的原因
如果一個現象A被發現與現象B有所關聯，在原則上可能會與許多其他的因素造成這種關聯：可能是A造成B、B造成A、A和B兩者都是由第三種現象C造成的、也有可能是由兩種或兩種以上互相關聯的現象所造成、或是其他更複雜的組合。許多研究者在接受民主和平論的觀察研究結果時，也會試著以不同原因或綜合其他原因來解釋民主和平論，綜合各因素的連結、以及可能造成這種結果的統計變化，而不是只將原因歸咎於民主制度。

#### 類似的解釋也可能套用於：獨裁和平論
許多抱持批評態度的研究者的共通點之一，便是他們認為這個理論無法說明「民主產生和平」，因為證實了民主國家產生和平的證據相當少、或是根本沒有；它只能解釋「共同民主國家能夠產生和平」。依據Rosato(2003)的說法，這種觀點質疑民主是否真的是造成和平的原因，如果答案是肯定的，那麼應該是單方面的影響。
或許對於這種質疑的最簡單描述，是民主國家之間和平並不是因為民主制度，而是因為他們之間相當「類似」。這種質疑理論開始於一些獨立的觀察發現到「獨裁和平」的結果，非民主國家之間的戰爭可能性也會降低（顯然沒有研究者主張這不存在），這種結果產生了一種假設，亦即民主和平的現象其實是當研究者分析同一種類型的國家時觀察到的現象。又或者他們整體上並不類似，但只有在有團結的政權體制例如徹底的民主國家以及徹底的獨裁國家時，那才會影響到戰爭的可能性。
獨裁和平論以及相似政治體系的解釋是相對較新的理論，而對於其理論價值的看法也有所不同。Henderson(2002)建立起了一個研究框架，考慮到政治類似性、地理距離、以及經濟的互相依賴作為主要的研究變數，並總結道民主和平論是一個統計上的人為結果，當這些變數都列入考量時這種結果也會消失。Werner(2000)則發現整體上衝突的確會隨政治的類似性而減少，但發現民主的國家間特別和平，他並且注意到民主國家和獨裁國家在結盟和權力評估上的行為差異。Beck、King和Zeng(2004)則用神經網路顯示戰爭可能性在高度民主和高度獨裁都明顯降低。Petersen(2004)使用不同的統計模型並且總結道獨裁和平論在統計上是不明顯的，而那些被歸咎於政體類似性的影響其實主要是源自於共同民主的壓力。Ray(2005)從邏輯方面批評這種解釋的份量，他主張在「政體類似性」上的統計分析使用的研究變數只不過是「共同民主」的另一種說法，因此在新的研究中也會出現戰爭減少的效應。Bennett(2006)根基於將國家分為「民主」、「獨裁」、「混合」三種形式的研究模型上，他主張兩個獨裁國家走向戰爭的可能性與其他所有政體之間的武裝衝突的平均可能性相較減少了35%，民主國家則減少了55%。這種影響在檢視更嚴重的衝突時則更為明顯；以戰爭而言（超過1,000人戰鬥死亡），他估計民主國家比獨裁國家發生戰爭的可能性降低了82%。他總結道獨裁和平論的確存在，但民主和平論顯然更為突出。不過，他也沒有找出政體類似性對於和平的影響，除了最為極端的政體除外。
若要總結各種說法，對於這種批評的評價有四種可能的姿態：
1. 政治類似性，加上一些互補的變數，便能解釋一切。民主和平論是人造的統計結果。Henderson支持這種論點。
2. 政治類似性有增加和平的影響，但民主使其更為突出。Werner或許會支持這種論點。
3. 政治類似性整體上影響不大或沒有影響，除了極端的民主-獨裁階段外：一個民主和平論與一個獨裁和平論分別存在，前者影響大於後者，而且可能有不同的解釋。Bennett支持這種論點，Kinsella也提到這種論點的可能性。
4. 政治類似性影響不大或沒有影響，沒有證據能證實獨裁和平論。Petersen和Ray支持這種論點。

#### 經濟因素可能是主因：財富、成長、和互相依賴

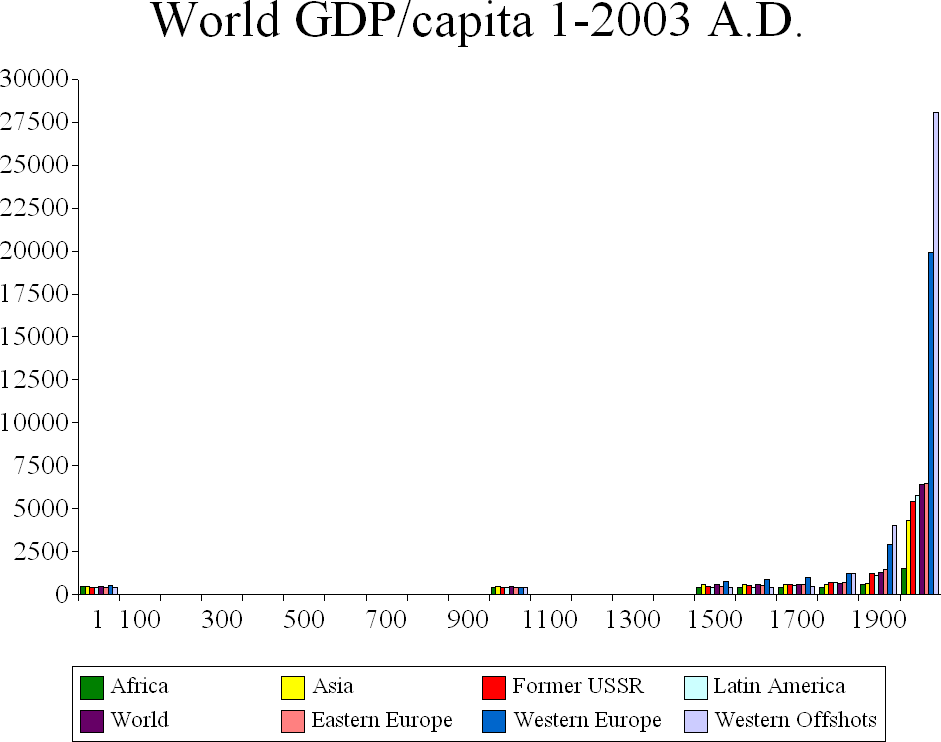
世界從西元1年至2003年的GDP/capita成長。民主國家數量的成長與經濟發展的急遽成長幾乎同時發生。

大多數的研究者在民主的決定因素上，認同經濟的成長是形塑穩定而富裕的民主國家的重要因素。這與民主和平論本身並不會產生矛盾，而只是一個對於民主本質的描述；不過，如果經濟因素與和平之間能找出某種連結，便有可能完全以經濟的基礎來解釋整個民主和平論了。
Mousseau主張在以市場為導向的經濟體制裡的契約文化，可能會同時促長民主與和平兩者(2000; 2002; 2003; 2005)。低經濟成長可能會阻礙自由民主的制度和價值觀的發展。Hegre(2000)和Souva(2003)也得出了類似的結論。這些研究顯示了單獨民主本身是不太可能造成民主和平論的。Mousseau(2005)發現只有在兩個民主國家都擁有高於全球水平程度的經濟發展時，民主才會是促成和平的重要因素。對於最貧窮的21%的民主國家的研究、以及當前4-5%最貧窮的民主國家的研究，顯示出這些國家反而很可能會互相爭戰。Oneal和Russett(2004)列出了其他幾個研究，發現當控制了貿易的研究變數時，經濟發展對於和平的影響就沒有這麼大了。Mousseau、Hegre和Oneal(2003)證實了如果當事國中有至少一個民主國家經濟發展程度極低時，那麼民主在避免戰爭上並沒有太大用處；不過，他們也發現當控制了貿易變數時，從1885年-1992年間91%的民主國家配對都有足夠的發展程度以發揮民主和平的作用，而在1992年後所有民主國家都到達了這個門檻。Hegre(2003)發現民主只有在已開發國家和識字率高的國家才會與內部和平有所關聯。相反的，內戰的風險只有在民主國家才會隨著經濟發展而減低。考慮到兩次世界大戰的許多交戰國都是一般被認為經濟高度發展的國家，一些人也因此懷疑單獨經濟發展本身並不能說明民主和平。
Gartzke(2005)主張经济自由比起民主有更大的影響，拉梅爾(2005)則批評他所使用的研究方法並認為結論是錯誤的。
一些研究則發現在民主國家之間頻繁的貿易造成了經濟間的互相依賴，而在国际组织的參與也減少了戰爭的風險。這通常又被稱為康德和平理論，因為它類似於最早時康德提出的永久和平的理論；這個理論也常被稱為「自由和平」理論，尤其是當聚焦於貿易和民主的影響時。許多研究者同意這些變數之間會互相加乘影響，但各有獨自的和平效用。舉例而言，兩個互相進行了一定數量貨物貿易的國家，當地的經濟利益團體可能會反對發動破壞性的戰爭，而在民主國家這樣的團體可能會持有更大的權力，也因此政治領袖可能更容易接受他們的要求。Weede(2004)主張自由貿易和經濟的互相依賴對和平的影響可能會比民主要來的重要，因為前者對於和平的影響是包括直接和非直接，可產生經濟的發展並最終達成民主。Weede也列出了許多其他研究以支持他的理論。不過，一些最近的研究則找不到貿易的影響，而完全來自於民主。
沒有一個被列出的研究者認為單獨自由貿易本身可以達成和平。即使如此，對於貿易和民主在維持和平上哪個更為重要的爭論也可能會有潛在的實際影響，舉例而言當評估對於獨裁國家實行經濟制裁和限制的作用時。
最初是Michael Doyle(1983, 1997)將康德的三篇文章重新闡述為民主和平論。他主張一個愛好自由和平的國家聯盟在過去兩個世紀裡持續成長。他不認為兩個國家有可能只因為都是自由民主制國家而和平共處，如果這樣的條件便足夠，那麼自由國家也不會對弱小非自由國家採取侵略態度（而美國與墨西哥的外交歷史便展現了這種例子）。相反的，自由民主制是國際組織和接受能力（在康德的另外兩篇文章裡）的必要條件—而三者都有就有足夠能力產生和平。其他的康德派則不一定認同所有三個條件都必須存在，而是會指出這三個條件都能夠減少戰爭的風險。

#### 其他的解釋
許多研究同意民主和平論已經控制了許多其他和平的可能解釋。已經控制了的因素例子包括了地理距離、地理的接近、權力狀態、結盟狀態、軍事化、經濟財富和經濟成長、權力比率、以及政治的穩定性。這些研究使用不同調查方法和變數時的結果也常不同，因此遭致批評。應該注意的是民主和平論並沒有宣稱民主是唯一減低軍事衝突風險的因素，許多以上述及的研究也發現其他的因素相當重要。不過，大多數研究的共通點都強調民主與和平之間的關聯。
一些研究則嘗試提出顛倒的和平民主論，主張是應該是和平促長了民主。舉例而言，一個研究便認為和平與民主兩者有著同時存在的因果關係，那些被捲入戰爭的國家通常也比較可能經歷民主的衰退，也因此又增加了未來爆發戰爭的機率。也因此他們主張民主國家之間的爭論應該在早期階段儘快解決，以穩固雙方的民主制度。另一個研究發現和平並不定會散佈民主，但散佈民主則有可能散佈和平，這是另一種相反的因果認為戰爭可能會毀滅或降低民主，因為戰爭的準備可能包括對政治權力的限制，可能因而造成民主和平論所發現的現象。不過，這個假設也被另一個研究在統計上試驗，他們發現取決於對戰前時期的定義，這樣的和平影響是很小或是完全沒有的。因此他們認為這個解釋不太可能。注意到這種解釋所預測的是單方面的影響，沒有雙方面的影響有力。
Weart(1998)主張和平會伴隨著民主的存亡，當民主出現時和平也會迅速隨之而來，但當民主消失時和平也會接著毀滅。在他來看這代表其他改變較緩慢的變數不太可能是原因。不過，Weart也被批評沒有提出任何數字的分析以支撐他的論點。
戰爭非常傾向於發生在鄰近的國家。Gleditsch(1995)顯示了民主國家之間的平均距離是8,000英哩，這個距離與其他所有國家的距離平均數字相同。他相信距離在避免戰爭上的影響，加上民主和平論的影響，完全解釋了戰爭的分布。

### 現實主義的解釋
國際關係現實主義的支持者通常主張戰爭無關於民主或獨裁，而是有關力量的評估，最後決定了戰爭與和平。更具體的說，許多現實主義者批評將和平歸咎於民主、自由、或和平的理論。依據現實主義的看法，這些現象事實上是由於民主國家之間的結盟所造成的。
舉例而言，Farber和Gowa(1995)發現民主與和平間的關係只有在1945年以後才有數據上的重要性，他並且將這種和平視為是冷戰所人為製造的，也就是當共產國家的威脅逼使民主國家們互相結盟時。Mearsheimer(1990)提出了一個類似的分析，主張1945年前英美的和平是由於德國的威脅而形成的。Spiro(1994)找出了幾場民主國家之間的戰爭例子，主張那些支撐民主和平論的證據可能並不如其他研究者所假設的那麼大，並主張其他證據顯示同盟國家之間的和平是來自於他們有著共同的利益和目標。他承認民主國家之間可能有更大傾向會互相結盟，並將此視為是民主和平論唯一的真實影響。Rosato(2003)主張大多數支持民主和平論的重要證據都是在第二次世界大戰後才觀察到的；並且發生於一個廣泛的同盟內—這個同盟可以被視為是北大西洋公约组织以及其結盟國家，並且由美國所主導和維持。Rosato的主要論點之一便是：雖然在冷戰中美國從不曾與另一個自由民主制國家爆發戰爭，但美國公開的或秘密的干預了好幾次其他民主國家的國內政治事務，舉例而言，1973年在智利的政變、1953年在伊朗的政變、以及1954年在瓜地馬拉的政變，在Rosato看來，這些政變顯示美國對於保持一個「帝國和平」的意圖。
而對於這種批評的最直接回應，則主張在控制了同盟間的「共同利益」的變數後民主國家間的和平仍然相當明顯。至於批評提出的例子，Ray(1998)則反駁道這種根基於冷戰上的解釋應該也能預測共產主義鐵幕國家之間會和平共處，然而明顯的例外包括了蘇聯侵略阿富汗、越南战争、以及中越战争。Ray也主張外部的威脅並沒有排除西方國家內部的衝突，在當事國中有一個國家是非民主國家時，例如土耳其入侵塞普勒斯、福克蘭群島戰爭、以及足球戰爭。同時，一個研究指出冷戰的解釋「會隨著冷戰後的世界、民主國家和平相處時間的增加而落伍」。Rosato對於美國支配的主張也被批評並沒有提供支持其理論的統計證據。
一些現實主義的學者也批評民主和平論的提倡者所提供的解釋，認為他們的理論是前後矛盾或論據不足的。Rosato(2003)批評了大多數對於民主產生和平的解釋，他主張關於根基於體制限制上的論點，是與民主國家不會較少與其他國家發生戰爭的事實相衝突的，基於同樣的理由他也批評那些根基於民主價值重要性上的論點。而對於根基於更具責任性的領導人的解釋，他則發現歷史上參與花費高昂的戰爭時獨裁國家的領導人比民主國家領導人還更常被趕下台或懲罰。最後，他批評了根基於民主國家即使在危機時也彼此互信互重的論點，和民主國家必須說服不同團體和意見因而戰時動員速度較慢、從而減緩戰爭爆發的論點，引用其他人的觀點，另一個現實主義者Layne(1994)分析了那些沒有結盟的民主強權之間所發生的危機，他發現並沒有證據顯示有在制度或是文化上的限制能阻止戰爭；的確，雙方民間對發動戰爭都有強烈支持情緒，不過在所案例中，總有會一方最終判斷自己無法負擔戰爭的風險因而進行必要的讓步。
Rosato的批評也被反批評為帶有邏輯和方法上的錯誤，同時也與現有的統計研究結果不幅。Russett(1995)重新檢驗了Layne研究的一些危機的案例，並且得出了不同的總結；Russett主張對於對方是民主政體的認知能夠避免、或發揮主要影響阻止戰爭的爆發。同樣的，一個最近的研究發現雖然一般而言國際爭議的結果大多是被各方的軍事力量對比所強烈影響，但如果雙方都是民主國家那麼這種對比就不再有意義；在這種狀況下他發現危機的結果是獨立於雙方軍事能力之外的，而這與現實主義的預期相反。最後，這兩個現實主義者的批評都忽略了其他的可能解釋，例如以下述及的賽局理論。
另一種形式的現實主義批評則聚焦於核武器在維持和平的角色上。對現實主義者而言，這表示在核子強權之間的爭議中，個別力量評估可能不重要，因為相互保證毀滅使得單獨兩個國家更難預料怎樣的結果可以被合理的被稱為「勝利」。他們認為世界上的核子強權數量過少，無法作為民主和平論的證據，除了極小的一部份之外。此反駁理論即使將一些能在極短的時間內完成獨自的核武器計畫的國家也列入考慮，例如德國和日本，仍能成立。一些人則舉出1999年印度與巴基斯坦間的卡爾吉爾戰爭來回覆這種反駁。
一些民主和平論的支持者並沒有否認現實主義的某些因素的確有其重要性，支持民主和平論的研究也證實了結盟關係和主要強國的力量對於國與國之間的衝突有影響。

### 馬克思主義的解釋
馬克思主義者伊曼紐·華勒斯坦主張是全球的資本主義體制連結了世界各大國之間的共同利益，因此消除了可能損及利益的戰爭。Michael Hardt和Antonio Negri也提出了類似的論點，主張全球資本主義的利益結合使得民族國家扮演的角色逐漸下降，並使一個沒有外部敵人的全球帝國崛起。也因此，他們寫道：「帝國主義、半帝國主義以及反帝國主義戰爭的時代已經結束了。我們已經進入一個只有小型和內部衝突的時期。每個帝國戰爭都是一場內戰，一個警察行動。」

### 這種和平可能有限制
許多民主和平論的研究者並沒有將多於一千人戰鬥死亡的衝突列為戰爭中；因此他們排除了不見血的衝突如鱈魚戰爭。不過，如同之前述及的，研究也顯示民主國家間的確較少衝突。
相比起其他國家，民主國家在1816-1945年間牽涉到許多的殖民和帝國主義戰爭。在另一方面，如果控制了國家力量和殖民國數量等變數，這種關係便不存在了。自由民主制國家在1945年之後牽涉的這類戰爭比其他國家要來的少，這也有可能是因為他們對於歐洲以外的人民的看法轉變，就好像世界人权宣言裡所表達的。
與此相關的還包括了對於原住民的人權侵犯，有時候是自由民主制國家所為。而一些人對此的回覆則是歷史上最嚴重的人權侵犯是由非民主國家所為，例如19世紀前的歐洲殖民地，比利時利奥波德二世私人擁有的剛果自由邦、以及史達林治下的蘇聯。而且以英國為例，英國在1832年的改革法案中大幅擴張了選舉權，而在僅僅一年後的1833年英國領土上的奴隸制度便被廢止了（雖然對於奴隸貿易的禁令在1807年便被頒布，但蓄奴仍然被允許，因此許多民主和平論的支持者在研究國與國之間的戰爭時會排除1833年前的英國屬於自由民主制國家。）
Hermann和Kegley(1995)主張若是不採用民主和平論所使用的預期結果的研究模型，民主國家之間其實比其他國家更容易互相干預。他們進一步主張（1996年）民主國家其實更可能干預其他民主國家而不是非民主國家。最後，他們主張民主國家之間的干預是隨著時間成長的，世界在未來會有更多這樣的干預出現。然而，他們使用的方法也被許多其他研究者批評，最近的一些研究也發現了與他們相反的結果。
拉梅爾主張世界上民主的不斷推展很快將會終結一切的戰爭和大屠殺，或許在21世紀中葉或更早便能達到這一時期。共產主義的垮台和民主國家數量的增加在過去戲劇性的減少戰爭總數量、國家間的戰爭、種族戰爭、革命戰爭、以及难民的數量。有一份報告指出造成近年來戰爭下降的兩個主要原因分別是冷戰的結束以及去殖民化；但也指出康德派的三個和平因素也在實質上促成了這種下降。

## 學術界發展和研究
民主和平論至今已經是相當知名的研究領域了，有超過一百名研究者對此發表了研究論文。許多經過同行評審的論文更在他們的引言裡提起大多數研究者都同意民主和平論是一個研究觀察上的事實。
拉卡托什·伊姆雷則將民主和平論的研究區分為兩種：一種是他提倡的「進步的研究計畫」、一種是傳統的「退步的研究」，他主張進步的研究方式同樣能夠解釋退步的研究方式所找出的現象，但它也能夠找出更多有價值的研究領域並且發現更多重要的事實。相較之下，他主張那些使用了「退步」的研究方式的研究者通常沒能提出新的觀察發現，反而花費大多數精力調整他們的理論以防衛批評者的質疑。一些研究者主張目前民主和平論已經是關於國際關係的「進步」研究計畫了。依據這些人的說法，民主和平論可以解釋許多之前壟斷了國際關係學界的理論所提出的觀察研究—尤其是現實主義的那些理論；除此之外，民主和平論最初所主張的：自由民主制國家之間不會、或很少互相爭戰的這個假設，已經成為大量有關研究的題材。大多數這些衍生的研究都提及了民主國家之間的確有較少的衝突和意外。
其他還有研究主張民主國家比較傾向於與其他同樣屬民主政體的國家結盟，他們的聯盟關係也比其他政體的國家聯盟還要持續更久和穩定；一些研究包括了則顯示民主國家在外交活動上通常比非民主國家還要友善和容易溝通；一個研究顯示了有著比例代表制的民主國家在整體上都比其他國家還要友善；另一個研究指出比例代表的制度以及權力分散的區域自治也與社會的長久和平有密切關聯。

### 引用
1. ↑  參見 Teil 5: Zum Ewigen Frieden: Die Triade des demokratischen Friedens （页面存档备份，存于）.
2. ↑  Paine, Thomas (1945). Foner, Philip S. (ed.). The Complete Writings of Thomas Paine. New York: The Citadel Press. p.27
3. ↑  Tocqueville, Alexis de (1988). Mayer, J. P. (ed.). Democracy in America. New York: Harper Perennial. p.659-660
4. ↑  Babst, Dean V. (April 1972). "A Force For Peace". Industrial Research: 55–58.
5. ↑  (Köchler 1995)
6. ↑  參見 bibliography （页面存档备份，存于） on Rummel's website.
7. ↑  Clinton, Bill. .   [2006-01-22]. （原始内容存档于2000-08-16）.
8. ↑  .   [October 3, 2005]. （原始内容存档于2011-04-23）.
9. ↑  .   [August 19, 2006]. （原始内容存档于2007-03-05）.
10. ↑  .   [August 19, 2006]. （原始内容存档于2007-03-03）.
11. ↑  (Chan 1997, p. 59)
12. ↑  .   [2006-11-19]. （原始内容存档于2006-02-22）.
13. ↑  (Russett 2005)
14. ↑  (Weart 1998)(Owen 2005)(Russett 2005)
15. ↑  參見 . Stockholm International Peace Research Institute.   [October 3, 2005]. （原始内容存档于2005-01-17）. and . Peter D. Watson Center for Conflict and Cooperation.   [October 3, 2005]. （原始内容存档于2005-08-27）.
16. ↑  (Doyle 1983)(Russett 1993)(拉梅爾 1997)(Weart 1998)
17. ↑  (Braumoeller 2004)
18. 1 2 3 4 5  (Ray 2003)
19. ↑  (Ray 1998), (Ray 2003), (Hegre 2004)
20. 1 2  (Schwartz & Skinner 2002)
21. ↑   (PDF).   [2006-11-19]. （原始内容存档 (PDF)于2012-07-17）.
22. ↑  Table 1, Müller and Wolff 2004.
23. ↑  .   [2008-02-26]. （原始内容存档于2008-02-17）.、 （页面存档备份，存于）、 (PDF).   [2005-08-29]. （原始内容 (PDF)存档于2006-06-25）.、.   [2005-12-12]. （原始内容存档于2005-12-21）.、.   [2006-04-11]. （原始内容存档于2005-03-25）.，Rummel 1997、Ray 1995、Weart 1998
24. ↑  例如：Gleditsch 1995、Chan 1998
25. ↑  拉梅爾 1983
26. ↑  Gleditsch 1992
27. 1 2 3 4 5 6 7 8 9 10 11 12 13 14 15 16 17 18 19 20 21 22 23 24 25  Weart, Spencer R. . Yale University Press. 1998. ISBN 978-0-300-07017-0. p. 253-254
28. ↑  Oxford Classical Dictionary，〈Democracy, Athenian〉 - M.I. Finley Democracy, Ancient and Modern - 1973年 - p. 18
29. ↑  Blackwell, Christopher.  (PDF). Dēmos: classical Athenian Democracy.   [2006-07-28]. （原始内容存档 (PDF)于2007-01-01）.
30. ↑  Hunter, Virginia.  (PDF). Oxford University Press.   [July 28, 2006]. （原始内容 (PDF)存档于2005-01-24）.
31. ↑  Martin, Thomas R. . Chicago University.   [July 28, 2006].[]
32. ↑  Xenophon. . World Wide School.   [July 28, 2006]. （原始内容存档于2005-04-15）.
33. 1 2 3 4  Bruce Russett. . Princeton University Press. 1993. ISBN 978-0-691-03346-4.
34. 1 2 3 4 5 6 7 8 9  Ray, James Lee. . University of South Carolina Press. 1995: p. 97, 103–105. ISBN 978-1-57003-041-3.
35. ↑  Ray, James Lee. . 2000.
36. ↑  McManus, Barbara F. Social Classes in the Late Republic （页面存档备份，存于）
37. ↑  .   [2006-11-19]. （原始内容存档于2006-11-28）.
38. ↑  .   [2006-11-19]. （原始内容存档于2006-09-21）.
39. ↑  .   [2006-11-19]. （原始内容存档于2004-06-07）.
40. ↑  .   [2006-11-19]. （原始内容存档于2006-03-24）.
41. 1 2  . The National Archives.   [February 14, 2006]. （原始内容存档于2012-12-23）.
42. 1 2  . The United Kingdom Parliament.   [February 14, 2006]. （原始内容存档于2005-11-24）.
43. ↑  Meyer, Michael C.; Sherman, William L.; Deeds. Susan M. . Oxford University Press US. 2002: p. 328. ISBN 978-0-19-514819-0.
44. 1 2 3 4 5 6 7  >.   [March 4, 2006]. （原始内容存档于2006-03-14）.
45. ↑  . (in italian).   [July 24, 2006]. （原始内容存档于2013年9月27日）.
46. ↑  . quid.fr (in french).   [July 27, 2006]. （原始内容存档于2006年6月28日）.
47. ↑  Alexandre Debidour. . L'Encyclopédie de l'Agorà (in French).   [July 26, 2006]. （原始内容存档于2006-05-15）.
48. ↑  . Wikisource (in French).   [July 26, 2006]. （原始内容存档于2006-09-13）.
49. ↑  Gallois, Léonard. . Naud et Gourju. 1850.
50. ↑  Ledru-Rollin, Alexandre A. . Bureau du Nouveau monde. 1849.
51. ↑  . Peace Reporter, Italy (in italian).   [July 27, 2006]. （原始内容存档于2007-09-27）.
52. ↑  Rudd, David.  (PDF). 2000  [2006-07-27]. （原始内容 (PDF)存档于2006-10-11）.
53. ↑  Hasan Suroor. . The Hindu.   [July 27, 2006]. （原始内容存档于2006-08-18）.
54. ↑  . American Heritage.   [March 4, 2006]. （原始内容存档于2006年2月10日）.
55. ↑  . Federal Research division, Library of Congress.   [July 24, 2006]. （原始内容存档于2012-05-24）.
56. ↑  Mariscal, Elisa and Sokoloff, Kenneth L. . . Stanford, Hoover Institution: 159–217.
57. ↑  Navia, Patricio.  (PDF). 2000  [2006-07-24]. （原始内容存档 (PDF)于2005-09-06）.
58. 1 2  Gowa, Joanne. . Princeton University Press. 1999. ISBN 978-0-691-00256-9.
59. ↑  .   [2006-11-19]. （原始内容存档于2006-09-13）.
60. ↑  Fukuyama, Francis. . Free Press. 1992. ISBN 978-0-02-910975-5.
61. 1 2  .   [March 4, 2006]. （原始内容存档于2006-03-14）.
62. ↑  "Orange Free State and Transvaal". Encyclopedia Britannica (11). (1911).
63. ↑  Vanhanen, Tatu. . Societas Scientiarum Fennica. 1984. ISBN 978-951-653-122-2.
64. ↑  . Social & Political archive, Northern Ireland.   [July 20, 2006]. （原始内容存档于2006-08-24）.
65. 1 2 3  .   [July 20, 2006]. （原始内容存档于2006-08-24）.
66. 1 2  Huntington, Samuel P. . University of Oklahoma Press. 1991. ISBN 978-0-8061-2516-9.
67. ↑  .   [2006-11-19]. （原始内容存档于2006-12-30）.
68. ↑  Vallerö, Rolf. . Statens offentliga utredningar. 1963, (1963:60).  （页面存档备份，存于）
69. 1 2  Thompson, Elizabeth.  (online version requires free instant subscription). Columbia University Press. 1999. ISBN 978-0-231-10660-3.[]
70. ↑  . Executive Intelligence Review.   [July 17, 2006]. （原始内容存档于2006-11-27）.
71. ↑  . Library of Congress.   [March 31, 2006]. （原始内容存档于2006-11-20）.
72. 1 2  .   [July 26, 2006]. （原始内容存档于2006-08-31）.
73. ↑  Keith Kyle. .   [July 26, 2006]. （原始内容存档于2007-02-06）.
74. 1 2  . Library of Congress.   [July 25, 2006]. （原始内容存档于2015-07-27）.
75. ↑  p. 120-121.
76. ↑  314-315.
77. ↑  p. 70, 316.
78. ↑  http://www.parties-and-elections.de/serbia2.html （页面存档备份，存于） http://www.parties-and-elections.de/montenegro2.html （页面存档备份，存于） .   [2006-11-19]. （原始内容存档于2012-07-10）. http://rulers.org/1996-11.html （页面存档备份，存于） .   [2006-11-19]. （原始内容存档于2007-09-28）..
79. ↑  LeBor, Adam, "Milosevic: a biography", Bloomsbury, London, 2003.
80. ↑  http://news.bbc.co.uk/1/hi/world/europe/822194.stm （页面存档备份，存于）.
81. ↑  .   [2006-11-19]. （原始内容存档于2006-10-15）.
82. ↑  Singer, Peter, "One World", Second Edition, Yale University Press, 2004 p. 136, 218.
83. ↑  Nedovic, Slobodanka;  et al.  (PDF). Centar Za Slobodne Izobre I Demoratiju. 2000  [2006-11-19]. （原始内容存档 (PDF)于2006-07-24）.
84. ↑  . Human Rights Watch.   [March 27, 2006]. （原始内容存档于2006-11-17）.
85. ↑  . Freedom House.   [March 5, 2006]. （原始内容存档于2007-09-30）.
86. ↑  . Freedom House.   [March 7, 2006]. （原始内容存档于2007-09-30）.
87. ↑  Page Fortna, Virginia. . Princeton University Press. 2004: 111. ISBN 978-0-691-11512-2.
88. ↑  Muppidi, Himadeep. . . Lynne Rienner Publishers: 45–66. 2001. ISBN 978-1-55587-955-6.
89. ↑  . Human Rights Watch.   [July 17, 2006]. （原始内容存档于2006-07-19）.
90. 1 2  . Human Rights Watch.   [February 14, 2006]. （原始内容存档于2006-11-18）.
91. ↑  Freedom House. .
92. ↑  . News Weekly.   [February 14, 2006]. （原始内容存档于2006-02-10）.
93. ↑  Wayman, Frank. . Paper presented at the annual meeting of the International Studies Association, New Orleans, La., Mar. 23-27, 2002. 2002  [2006-11-19]. （原始内容存档于2005-03-25）.
94. ↑  . The Telegraph, Calcutta, India. 2006-05-29  [2006-11-19]. （原始内容存档于2007-09-30）.
95. ↑  . United Nations.   [August 10, 2006]. （原始内容存档于2006-10-18）.
96. ↑  .   [2006-11-19]. （原始内容存档于2006-11-17）.
97. ↑  .   [2008-12-21]. （原始内容存档于2009-01-01）.
98. ↑  . Freedom House.   [2006-03-04]. （原始内容存档于2007-09-30）.
99. ↑  . Freedom House.   [2006-03-04]. （原始内容存档于2007-07-14）.
100. ↑  Freedom House. 1999. "Democracy’s Century: A Survey of Global Political Change in the 20th Century."
101. ↑  (Hensel, Goertz & Diehl 2000)
102. ↑  (Wayman 2002)
103. ↑  {Harvard citation|Ray|2003}}
104. 1 2 3  (Gelpi & Griesdorf 2001)
105. ↑  (Werner & Lemke 1997)
106. 1 2  (Gleditsch, Christiansen & Hegre 2004)
107. ↑  (Peceny & Beer 2003)(Peceny & Butler 2004)(Lai & Slater 2006)
108. ↑  (Hegre et al. 2001)
109. ↑  (Gelpi & Griesdorf 2001)(Braumoeller 1997)
110. ↑  For a description, see Frost, Robert I. . Harlow, England; New York: Longman's. 2000. Especially Pp. 9-11, 114, 181, 323.
111. ↑  (Weart 1998)(Müller & Wolff 2004)
112. 1 2  (Ravlo & Gleditsch 2000)
113. ↑  (1993, p. 5-11, 35, 59-62, 73-4)
114. 1 2  (Braumoeller 1997)
115. ↑  (Ray 1998)
116. ↑  (Levy & Razin 2004)
117. ↑  (Spiro 1994)(Gowa 1999)(Small & Singer 1976)
118. 1 2  (Gelpi & Griesdorf 2001)(Ray 2003)
119. ↑  (Wayman 1998)
120. ↑  注意到由於近年來民主國家數量的急遽提升，在未來這種證據將會越來越明顯。不過，注意到在1999年的卡爾吉爾戰爭，依據Ray的嚴格標準，這場戰爭滿足了民主和戰爭的門檻。
121. ↑  (Rosato 2003)
122. ↑  (Oren 1995)
123. ↑  (Shimmin 1999)
124. ↑  (Rummel 1999)
125. ↑  (Bremer 1992)(Gleditsch 1995)(Gowa 1999)
126. ↑  No true Scotsman fights a war （页面存档备份，存于） Asia Times 31 January 2006, by their military affairs columnist
127. ↑  (Ray 1995, p. 100)
128. ↑   （页面存档备份，存于）,  （页面存档备份，存于）
129. ↑  (Sambanis 2001)
130. ↑  (Raknerud & Hegre 1997)(Beck & Jackman 1998)
131. ↑  (Werner 2000)
132. ↑  雖然並沒有在文字上討論到，但他們所展現的圖表(2)顯示了民主和平更為明顯。
133. ↑  (Hegre, 2003; Weede, 2004)
134. ↑  .   [2006-11-19]. （原始内容存档于2006-09-04）.
135. ↑  .   [2006-05-04]. （原始内容存档于2006-05-04）.
136. ↑  (Russett & Oneal 2001)(Lagazio & Russett 2004)(Oneal & Russett 2004)
137. ↑  (Goenner 2004)(Kim & Rousseau 2005)
138. ↑  (Ray 1998)(Ray 2005)(Oneal & Russett 2004)
139. ↑  (Reuveny & Li 2003)
140. ↑  (Reiter 2001)
141. ↑  (Mousseau & Shi 1999)
142. ↑  (Ray, 2000)
143. ↑  (Slantchev, Alexandrova & Gartzke 2005)
144. ↑  (Slantchev, Alexandrova & Gartzke 2005)(Kinsella 2005)
145. ↑  (Gelpi & Griesdorf 2001)
146. ↑   (PDF).   [2006-11-19]. （原始内容存档 (PDF)于2017-10-13）.
147. ↑  (Jervis 2002)
148. ↑  (Page Fortna, 2004)
149. ↑  (Russett 1995)
150. ↑  (Hardt & Negri 2000)
151. ↑  (Ravlo & Glieditsch 2000)
152. 1 2  Hermann, Margaret G., Charles W. Kegley, Jr. (1995). "Military Intervention and The Democratic Peace". International Interactions 21 (1): 1-21.
153. 1 2  Hermann, Margaret G., Charles W. Kegley, Jr. (1996). "How Democracies Use Intervention: A Neglected Dimension in Studies of the Democratic Peace". Journal of Peace Research 33 (3): 309-322.
154. ↑  Hermann, Margaret G., Charles W. Kegley, Jr. (February 1997). "Putting Military Intervention into the Democratic Peace: A Research Note". Comparative Political Studies 30 (1): 78-107.
155. ↑  .   [2006-11-19]. （原始内容存档于2006-02-08）.
156. ↑  . Center for Systematic Peace.   [October 1, 2005]. （原始内容存档于2000-06-06）.
157. ↑  .   [2006-11-19]. （原始内容存档于2006-01-19）.
158. ↑  Rummel, R.J. . Freedom, Democracy, Peace; Power, Democide, and War.   [October 2, 2005]. （原始内容存档于2005-11-24）.
159. ↑  舉例而言： （页面存档备份，存于） （页面存档备份，存于） （页面存档备份，存于） (PDF).   [2016-02-09]. （原始内容 (PDF)存档于2012-07-17）., (PDF).   [2005-08-28]. （原始内容 (PDF)存档于2005-02-13）..
160. ↑  (Ray 2003)(Chernoff 2004)(Harrison 2005)
161. ↑  (Weart 1998)
162. ↑  (Leblang & Chan 2003)
163. ↑  (Binningsbø 2005)

### 书目
- Abadie, Alberto, 2004 缺少或|title=为空 (帮助)
- Babst, Dean V. "Elective Governments—A Force For Peace." The Wisconsin Sociologist 3 (1, 1964): 9-14.
- Babst, Dean V.. "A Force For Peace." Industrial Research (April 1972): 55-58.
- Beck, Nathaniel, Gary King, and Langche Zeng.  (PDF). American Political Science Review. 2004, 98(2): 379–389  [2006-11-19]. （原始内容 (PDF)存档于2006-06-25）..
- Beck, Nathaniel; Jackman,  42: 596–627, 1998 缺少或|title=为空 (帮助)
- Beck, N., and Tucker R. . Annual Meeting of the Midwest Political Science Association. 1998  [2006-11-19]. （原始内容存档于2005-11-19）. Link failed 22 January 2006.
- Bennett, Scott D. . International Studies Quarterly. 2006  [2006-11-19]. （原始内容存档于2007-10-01）.
- Binningsbø, Helga Malmin, 2005 缺少或|title=为空 (帮助)
- Braumoeller, Bear F,  58(4): 807–820, 2004 缺少或|title=为空 (帮助)
- Braumoeller, Bear F,  41(3): 375–402, 1997 缺少或|title=为空 (帮助)
- Bremer, Stuart A. . The Journal of Conflict Resolution. 1992, (Vol. 36, No. 2. (Jun., 1992)): 309–341.
- Bremer, Stuart A. . International Interactions.
- Brown, Michael E., Sean M. Lynn-Jones, and Steven E. Miller. Debating the Democratic Peace. Cambridge, MA: MIT Press, 1996. ISBN 978-0-262-52213-7.
- Cederman, Lars-Erik. . American Political Science Review. 2001, (95,1 March 2001).
- Chan, Steve. . Mershon International studies review. 1997, (47).
- Chernoff, Fred,  6 (1): 1079–1760, 2004 缺少或|title=为空 (帮助)[永久]
- Cohen, Dara K.; Weeks, 2006 缺少或|title=为空 (帮助)
- Davenport, Christian; Armstrong II, 2003 缺少或|title=为空 (帮助)
- Davenport, Christian; Armstrong II,  48 (3), 2004 缺少或|title=为空 (帮助)
- Doyle, Michael W. . Philosophy and Public Affairs. 1983a, (Vol. 12, No. 3. (Summer, 1983)): 205–235.
- Doyle, Michael W. . Philosophy and Public Affairs. 1983b, (Vol. 12, No. 4. (Autumn, 1983)): 323–353.
- Doyle, Michael W. Ways of War and Peace. New York: W.W. Norton, 1997. ISBN 978-0-393-96947-4.
- Gelpi, Christopher F.; Griesdorf,  95 (3): 633–647, 2001 缺少或|title=为空 (帮助)
- George, Alexander L.; Andrew Bennett. . Cambridge, Mass.: MIT Press. 2005.
- Gleditsch, Nils P. . Journal of Peace Research. 1992, 29(4): 369–376.
- Gleditsch, Nils P. - (1995). "Geography, democracy and peace". International Interactions 20:297–314
- Gleditsch, Nils Petter. Christiansen, Lene Siljeholm. Hegre, Håvard.  (PDF). Paper prepared for the 45th Annual Convention of the International Studies Association, 17–20 March 2004. 2005  [2006-11-19]. （原始内容 (PDF)存档于2007-09-27）.
- Goenner, Cullen F,  (5): 589-605, 2004 缺少或|title=为空 (帮助)
- Gowa, Joanne. Ballots and Bullets: The Elusive Democratic Peace. Princeton: Princeton University Press, 1999. ISBN 978-0-691-07022-3.
- Hardt, Michael and Negri, Antonio. Empire. Harvard University Press, Cambridge (MA), 2000. ISBN 978-0-674-00671-3.
- Harff, Barbara,  97 (1): 57-73, 2003 缺少或|title=为空 (帮助)
- Harrison, Ewan, 2005 缺少或|title=为空 (帮助)[]
- Hegre, Havard. 2000.  “Development and the Liberal Peace: What does it Take to Be a Trading State?” Journal of Peace Research 37 (January 1):5–30.
- Hegre, Håvard, 2004 缺少或|title=为空 (帮助)
- Hegre, Håvard; Ellington; Gates; Gleditsch,  95 (1): 33–48, 2001 缺少或|title=为空 (帮助)
- Hegre, Håvard.  (PDF). Presented at the Annual Meeting of the International Studies Association. 2003  [2006-11-19]. （原始内容 (PDF)存档于2007-09-27）.
- Henderson, Errol. (2002). Democracy and War, the End of an Illusion? Boulder: Lynne Reiner.
- Hensel, Paul R.; Goertz; Diehl,  64: 1173–88, 2000 缺少或|title=为空 (帮助)
- Hermann, Margaret G.; Charles W. Kegley, Jr. . Journal of Conflict Resolution. September 1996, 40 (3): 436–460.
- Hermann, Margaret G.; Charles W. Kegley, Jr. . International Interactions. June 1998, 24 (2): 91–114.
- Hermann, Margaret G.; Charles W. Kegley, Jr. . International Interactions. 1995, 21 (1): 1–21.
- Hermann, Margaret G.; Charles W. Kegley, Jr. . Journal of Peace Research. 1996, 33 (3): 309–322.
- Hermann, Margaret G.; Charles W. Kegley, Jr. . Comparative Political Studies. February 1997, 30 (1): 78–107.
- Hermann, Margaret G.; Charles W. Kegley, Jr., Gregory A. Raymond. . The Fletcher Forum of World Affairs. 1998, 22 (1): 81–101.
- Huth, Paul K., et al. The Democratic Peace and Territorial Conflict in the Twentieth Century. Cambridge University Press: 2003. ISBN 978-0-521-80508-7.
- Jervis, Robert,  96 (1): 1-14, 2002 缺少或|title=为空 (帮助)
- Kim, Hyung Min; Rousseau,  42 (5): 523-543, 2005 缺少或|title=为空 (帮助)
- Kant, Immanuel. . 1795  [2006-11-19]. （原始内容存档于2019-04-06）.
- Kinsella, David,  99: 453–457, 2005 缺少或|title=为空 (帮助)
- Köchler, Hans. . Springer. 1995. ISBN 978-3-211-82764-2.
- Lagazio, Monica; Russett, Diehl, Paul , 编, 2004 缺少或|title=为空 (帮助)
- Lai, Brian; Slater, Dan. . American Journal of Political Science (Wiley). 2006, 50 (1): 113–126. ISSN 0092-5853. doi:10.1111/j.1540-5907.2006.00173.x.
- Layne, Christopher. . International Security. 1994, (Vol. 19, No. 2. (Autumn, 1994)): 5–49.
- Leblang, David; Chan,  56: 385–400, 2003 缺少或|title=为空 (帮助)
- Levy, Jack S. . Journal of Interdisciplinary History. 1988, 18: 653–73.
- Levy, Gilat; Razin,  2 (1): 1–29, 2004 缺少或|title=为空 (帮助)
- Lipson, Charles. Reliable Partners: How Democracies Have Made a Separate Peace. Princeton University Press: 2003. ISBN 978-0-691-11390-6.
- Mansfield, Edward D.; Snyder,  56 (2): 297–337, 2002 缺少或|title=为空 (帮助)
- Mansfield, Edward D.; Snyder, Jack. . MIT Press. 2005. ISBN 978-0-262-13449-1.
- Maoz, Zeev. . International Security. 1997, (Vol. 22, No. 1. (Summer, 1997)): 162–198.
- Mearsheimer, John J. . International Security. 1990, (Vol. 15, No. 1. (Summer, 1990)): 5–56.
- Mousseau, Michael,  44 (4): 472–507, 2000 缺少或|title=为空 (帮助)[永久]
- Mousseau, Michael,  28 (April): 137–164, 2002 缺少或|title=为空 (帮助)[永久]
- Mousseau, Michael,  47 (4): 483–510, 2003 缺少或|title=为空 (帮助)[永久]
- Mousseau, Michael,  22 (1): 63–77, 2005 缺少或|title=为空 (帮助)
- Mousseau, Michael; Shi,  36 (6): 639–663, 1999 缺少或|title=为空 (帮助)
- Mousseau, Michael; Håvard Hegre and John R. Oneal.  (PDF). European Journal of International Relations. 2003  [2006-11-19]. （原始内容 (PDF)存档于2006-07-24）.
- Müller, Harald; Wolff, 2004 缺少或|title=为空 (帮助)
- Müller, Harald. . International Politics. 2004, 41(4): 494–520  [2006-11-19]. （原始内容存档于2007-09-30）.
- Owen, John M. . International Security. 1994, (Vol. 19, No. 2. (Autumn, 1994)): 87–125.
- Oneal, John R., and Bruce Russett.  (PDF). World Politics. 1999, 52(1): 1–37  [2006-11-19]. （原始内容 (PDF)存档于2005-10-28）.
- Oneal, John R.; Russett, 2001 缺少或|title=为空 (帮助)
- Oneal, John R.; Russett, 2004 缺少或|title=为空 (帮助)
- Owen, John M., IV. . Foreign Affairs. 2005, (Nov.-Dec. 2005)  [2006-11-19]. （原始内容存档于2005-12-21）.
- Oren, Ido,  20 (2), 1995 缺少或|title=为空 (帮助)
- Peceny, Mark and Butler, Christopher K. . International Politics. 2004, 41(4): 565–581  [2006-11-19]. （原始内容存档于2007-09-30）.
- Peceny, Mark and Beer, Carolne C. = online&aid=152193  请检查|url=值 (帮助). American Political Science Review. 2003, 97: 339–342  [2006-11-19]. （原始内容存档于2012-07-30）.
- Peterson, Karen K. . Presented at "Journeys in world Politics," University of Iowa. 2004.
- Quackenbush, Stephen L. and Rudy, Michael.  (PDF). Paper prepared for presentation at the Annual Meeting of the Midwest Political Science Association, Chicago, Illinois, April 20-23, 2006. 2006  [2006-11-19]. （原始内容 (PDF)存档于2006-09-05）.
- Raknerud, Arvid; Hegre,  34 (4): 385–404, 1997 缺少或|title=为空 (帮助)
- Ravlo, Hilde; Gleditsch, 2000 缺少或|title=为空 (帮助)
- Ray, James Lee. . University of South Carolina Press. 1995. ISBN 978-1-57003-041-3.
- Ray, James Lee,  1: 27–46, 1998 缺少或|title=为空 (帮助)
- Ray, James Lee. . 2000.
- Ray, James Lee, Colin and Miriam Fendius Elman , 编, 2003 缺少或|title=为空 (帮助)
- Ray, James Lee,  22: 277–292, 2005 缺少或|title=为空 (帮助)
- Reiter, D.,  63 (3): 935–948, 2001 缺少或|title=为空 (帮助)
- Reiter, Dan and Stam, Allan C. = online&aid=152190  请检查|url=值 (帮助). American Political Science Review. 2003, 97: 333–337  [2006-11-19]. （原始内容存档于2012-07-30）.
- Reuveny, Rafael; Li,  47: 325–346, 2003 缺少或|title=为空 (帮助)[]
- Rosato, Sebastian,  97: 585–602, 2003 缺少或|title=为空 (帮助)
- Rummel, Rudolph J. . Journal of Conflict Resolution. 1983, 27: 27–72.
- Rummel, Rudolph J., 1997 缺少或|title=为空 (帮助)
- Rummel, Rudolph J., with Peace Magazine Editors,  15 (5): 8, 1999 缺少或|title=为空 (帮助)
- Russett, Bruce. . Princeton University Press. 1993. ISBN 978-0-691-03346-4.
- Russett, Bruce. . International Security. October 1995, 19(4): 164–75.
- Russett, B., and J.R. Oneal, and D. R. David. . International Organization. 1998, 52(3): 441–467  [2006-11-19]. （原始内容存档于2007-10-01）.
- Russett, Bruce &; Oneal, John R. (2001) Triangulating Peace: Democracy, Interdependence, and International Organizations. W. W. Norton & Company. ISBN 978-0-393-97684-7.
- Russett, Bruce,  6 (4): 395, 2005 缺少或|title=为空 (帮助)
- Schwartz, Thomas; Skinner,  46 (1): 159, 2002 缺少或|title=为空 (帮助)
- Shimmin, Kevin,  15 (5): 6, 1999 缺少或|title=为空 (帮助)
- Slantchev, Branislav L.; Alexandrova; Gartzke,  99 (3): 459–462, 2005 缺少或|title=为空 (帮助)
- Small, Melvin; Singer,  1: 50–69, 1976 缺少或|title=为空 (帮助)
- Souva, Mark. . International Interactions. 2004,. 30, No. 3: 263–281.
- Spiro, David E. . International Security. 1994, (Vol. 19, No. 2. (Autumn, 1994)): 50–86.
- Wayman, Frank, 2002 缺少或|title=为空 (帮助)
- Weede, Erich,  9 (2), 2004 缺少或|title=为空 (帮助)
- Weart, Spencer R., 1998 缺少或|title=为空 (帮助)
- Werner, Suzanne; Lemke, 1997 缺少或|title=为空 (帮助)
- Werner, Suzanne,  53 (2): 343–374, 2000 缺少或|title=为空 (帮助)

## 外部連結

### 支持
- 民主和平（页面存档备份，存于）
- 拉梅爾的部落格（页面存档备份，存于）

### 反對
- 神話般的民主和平論
- 失蹤的民主和平（页面存档备份，存于）